# Wiedeńska kolej miejska
Wiedeńska kolej miejska (Wiener Stadtbahn) – system estakad oraz pawilonów w stylach historyzujących i secesyjnym stacji kolei miejskiej w Wiedniu zrealizowany w latach 1893–1901. Wiedeńska kolej miejska stanowiła jedno z głównych dzieł Ottona Wagnera.

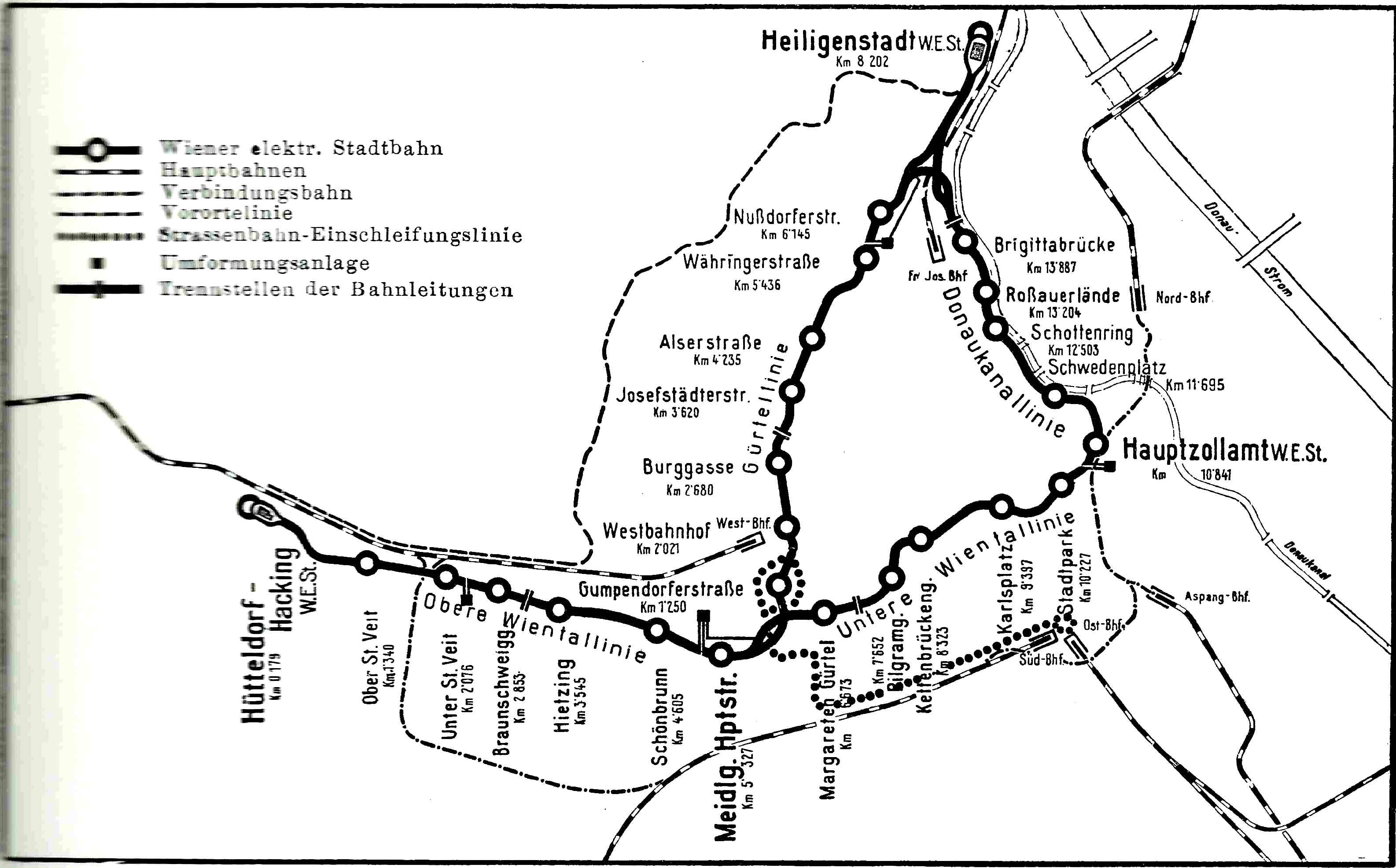
Wiedeńska Kolej Miejska – schemat (1925)

## Historia
Wczesną wiosną 1894 hrabia Gundaker Wurmbrand-Stuppach, miłośnik sztuki, a zarazem ówczesny minister handlu monarchii habsburskiej i przewodniczący Commission für Verkehrsanlagen in Wien (Komisji Systemu Transportowego Wiednia) zlecił Stowarzyszeniu Secesji Wiedeńskiej jako artystycznej radzie doradczej przygotowanie projektu budowy nowej kolei miejskiej w Wiedniu. Ze względu, na to, że istniejąca już Wiedeńska Kolej Miejska (Vienna Stadtbahn) miała stosunkowo wysoki udział naziemnych odcinków tras, stanowiąc tym samym ważny element estetyczny w krajobrazie miasta – wymogiem, jaki miał spełniać projekt były poza zaprojektowaniem nowych budynków w jednolitym stylu były wysokie standardy artystyczne. Wspomniane stowarzyszenie opowiedziało się za przyjęciem projektu Ottona Wagnera, który już w 1873 r. brał udział w planowaniu wczesnej kolei miejskiej. Był on wówczas znanym architektem, a także profesorem miejscowej Akademii Sztuk Pięknych. Projekt Wagnera został jednogłośnie zatwierdzony 25 kwietnia 1894 r. do realizacji przez Commission für Verkehrsanlagen in Wien, a więc ponad rok po rozpoczęciu budowy, co miało swoje konsekwencje dla jego realizacji. Tą decyzją kolej wiedeńska miała się stać realizacją artystyczną, a nie tylko jak budowane w tym samym czasie w Berlinie, Londynie, Nowym Jorku czy Paryżu przedsięwzięciami wyłącznie technicznymi i inżynierskimi. 30 kwietnia 1894 r., Komisja Systemu Transportowego Wiednia zatwierdziła przedstawione przez Wagnera i Dyrekcję Budowy Kolei Państwowych projekty kolei miejskiej dla Wiednia. Sam Wagner został 22 maja 1894 r. członkiem wspomnianej komisji. Zapewniło mu to odpowiednią pozycję w realizowanym przedsięwzięciu. Zatwierdzony plan początkowo dotyczył tylko linii kolejowej do Wiednia, linii podmiejskiej i dwóch linii wiedeńskich. 22 grudnia 1899 roku, rozszerzono zakres robót o linię wzdłuż Kanału Dunajskiego i połączenie z linią podmiejską. Tym razem kontrahentem Wagnera była świeżo powstała Baudirection für die Vienna Stadtbahn. Ogółem Wagner tytułem zapłaty otrzymał 120 000 guldenów austriackich.

## Budowa
Ponieważ prace budowlane kolei miejskiej szły już w maju 1894 r. pełną parą, Wagner musiał uwzględnić istniejące szkice rzutów budynków i karty konstrukcji. Odrzucono także jego wizję budowy wyłącznie podziemnej kolei. Część jednak trasy poprowadzono na specjalnie wybudowanych ceglano-kamiennych estakadach i wiaduktach, co pozwalało uniezależnić ruch kolejowy od ruchu ulicznego. Wagner, co istotne, zachował prawo wyboru konstrukcji dla poszczególnych odcinków kolei. Zmienił także oficjalne plany budowy w zakresie stylu architektonicznego budowanych budynków stacyjnych. Przede wszystkim odrzucił pierwotnie przyjęty styl neogotycki walcząc z przestarzałym już wówczas historyzującym stylem Ringstrasse z końca XIX wieku. Przyjęte do realizacji budynki Wagnera charakteryzują się eleganckim kamieniem oraz motywami secesyjnymi, takimi jak rozety i wieńce słonecznika, stylizowane litery i lakierowane kute żelazo – od balustrad i latarni po kraty okienne i drzwiowe. Także wszystkie drewniane i żelazne części poza budynkami kolejowymi uzyskały jednolitą kolorystykę. Wszystkie dachy i filary peronów, żelazne balustrady na schodach, charakterystyczne dachy peronów, drewniane poręcze przy wejściach na perony oraz wszystkie żelazne mosty, zostały pomalowane jasnożółto-szarą farbę olejną. Jednak zmiana pierwotnego projektu, wymagała ogromu prac projektowych – w bardzo krótkim okresie czasu trzeba było sporządzić i narysować około 2000 planów, W tym celu Wagner powiększył swoją pracownię do około 70 pracowników, w tym Jože Plečnika, Karla Fischla, Leopolda Bauera, Maxa Fabianiego a przede wszystkim Josepha Marię Olbricha, który pełnił funkcję głównego kreślarza.

W praktyce budowę realizował osobny wydział budowlany c. i k. Dyrekcji Kolei Państwowych pod kierownictwem dyrektora Bischoffa von Klammstein. Nadzór budowlany dla linii pasa, Wiental i kanału Dunaju sprawowali starszy radny budowlany Millemoth i inżynier Arthur Oelwein, zaś dla linii podmiejskiej starszy radca budowlany Gatnar. Budowę pasa i linii podmiejskiej prowadzono w latach 1892–1898, Górnej Linii Wientalskiej w latach 1895–1898, Dolnej Linii Wientalskiej w latach 1896–1899 oraz Linii Kanału Dunajskiego w latach 1898–1901. Mosty na linii obwodnicy powstały w latach 1895–1898, na linii Wiental w latach 1896–1899, a na linii Kanału Dunaju w latach 1900–1901. Mimo ogromnego wysiłku całego zespołu Wagnera nie udało się dotrzymać pierwotnego terminu otwarcia wyznaczonego na połowę 1897 – ostatecznie kolej po ponad sześciu latach budowy ruszyła 9 maja 1898 roku. W uroczystym otwarciu uczestniczył cesarz Franciszek Józef I. Wagner wraz ze swoim zespołem kończył niezbędne prace jednak aż do 1901 roku. 

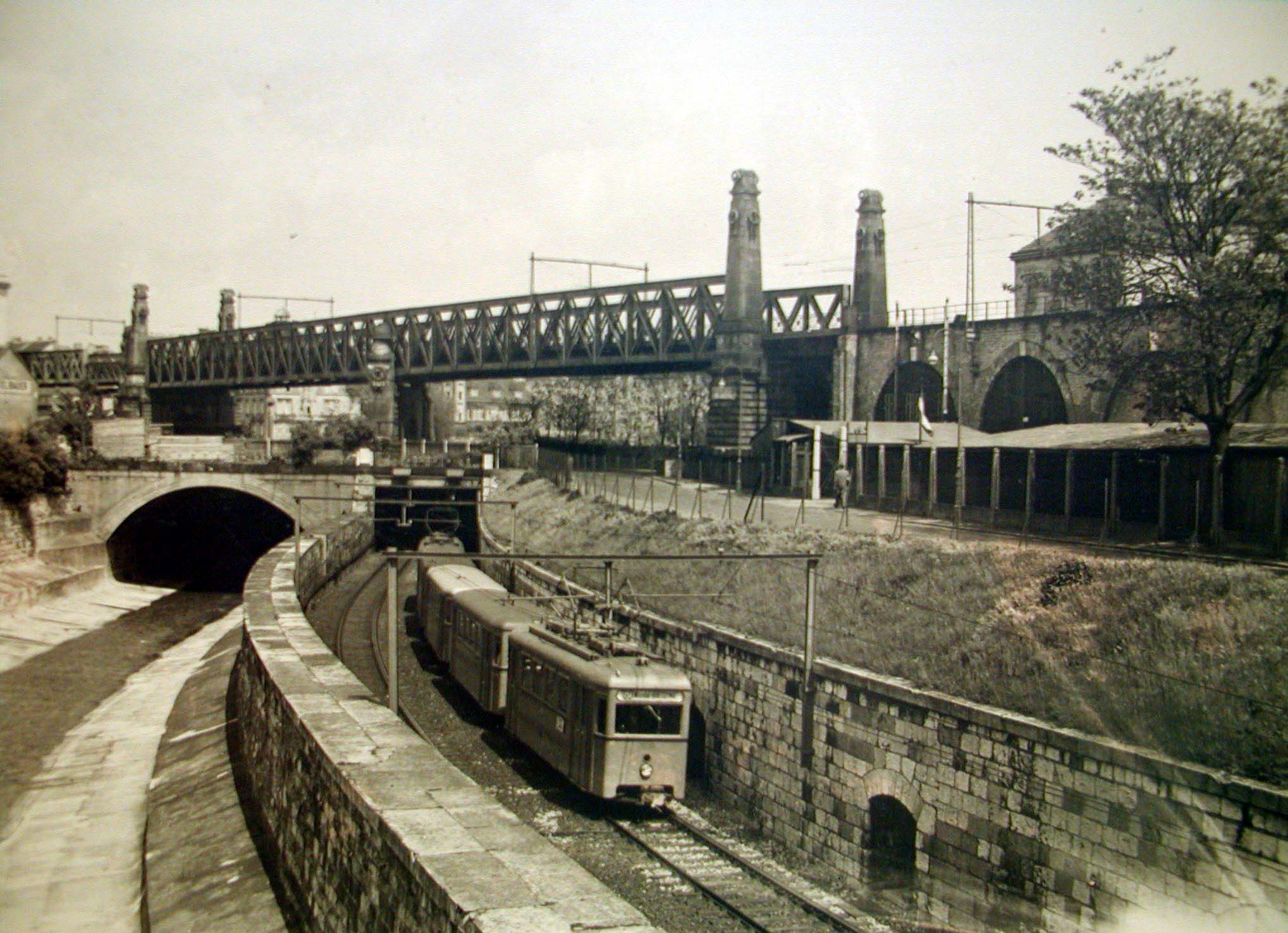
Skrzyżowanie linii kolei miejskiej przy Längenfeldgasse
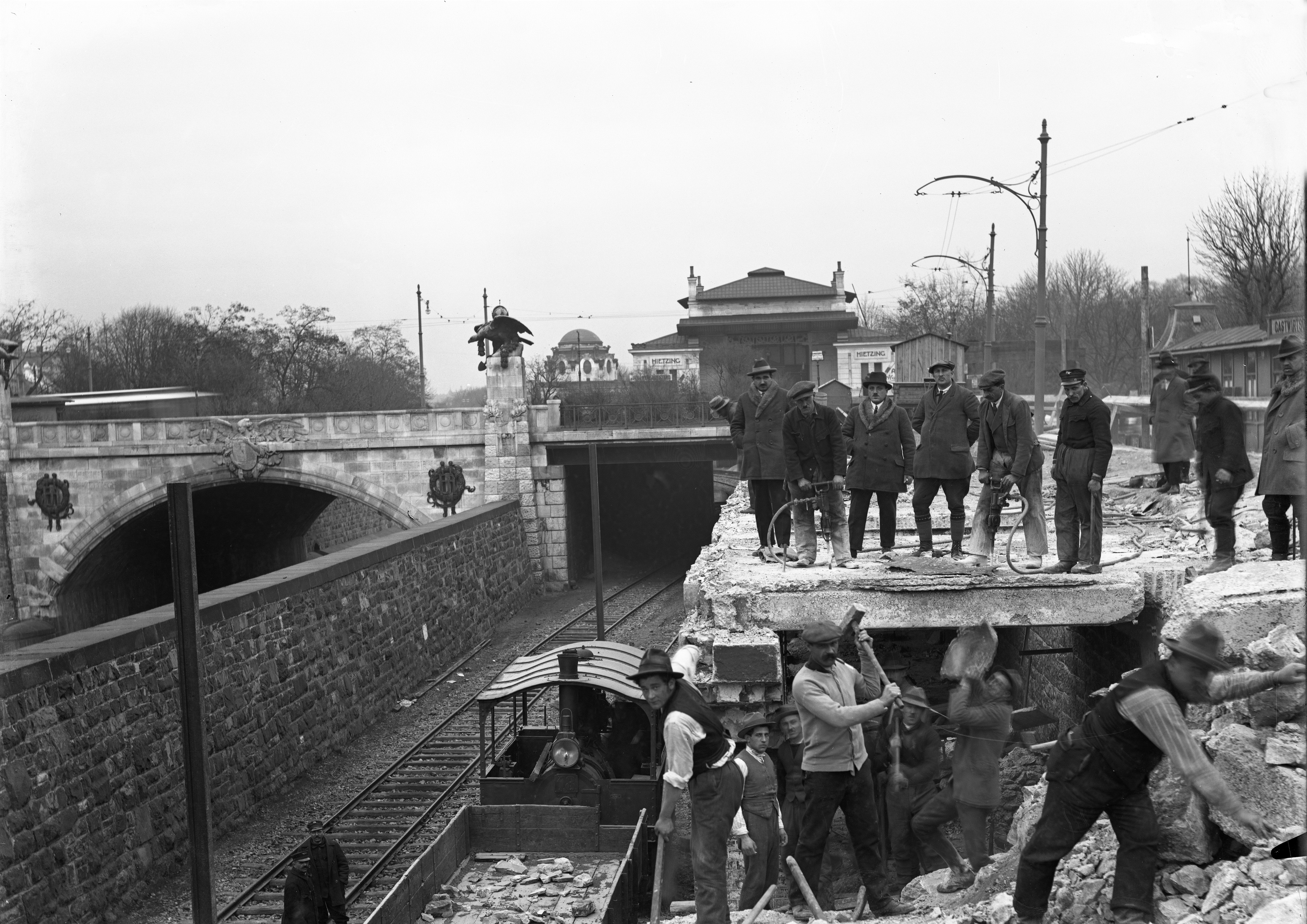
Rozbiórka muru oporowego przy przystanku kolei miejskiej Hietzing (ok. 1920)
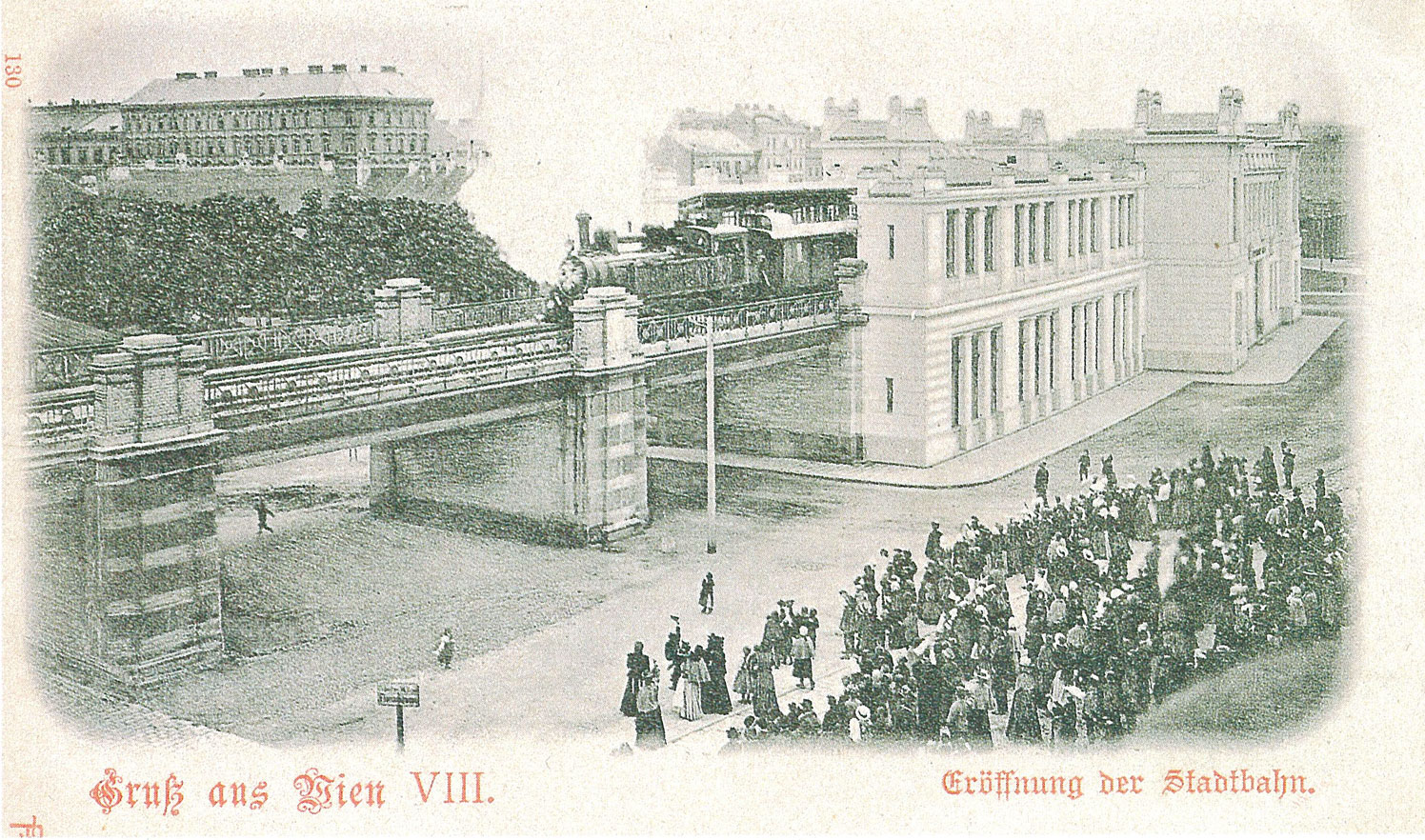
Otwarcie kolei miejskiej w Wiedniu w 1898 (karta pocztowa)

## Stan obecny
Obecnie dawna kolej miejska zaprojektowana przez Ottona Wagnera jest częścią składową wiedeńskiego metra, głównie jako linie U-4 (zielona) i U-6 (brązowa). Charakterystycznym elementem wizualnym metra wiedeńskiego jest w dużej mierze jednolite malowanie wszystkich napisów, części metalowych i powierzchni drewnianych, takich jak drzwi i okna, w kolorze zielonym odcień rezeda. Ta kolorystyka przypisywana była również Ottonowi Wagnerowi, dlatego w Wiedniu – obok Stadtbahngrün (zieleń kolejki miejskiej) – utrwaliła się nazwa Otto Wagner Grün (zieleń Ottona Wagnera). Jednak ostatnie badania wykazały, że pierwotnie części metalowe były jasnobeżowe, a drewniane brązowe. Obecny kolor otrzymały dopiero po II wojnie światowej, kiedy ten odcień zieleni stał się standardowym kolorem dla maszyn. Po śmierci Ottona Wagnera w 1918 roku niezwykła architektura jego stacji kolejowych przez długi czas była traktowana jako element przestrzeni użytkowej, a nie jako dzieło sztuki. Ze względu jednak na ich publiczny charakter znajdowała się pod częściową ochroną. Jednak od 1934 oprócz całej linii podmiejskiej i stacji Alser Straße, Karlsplatz, Schönbrunn i Stadtpark dla pozostałej części zniesiono prawną ochronę. Budynki stacyjne w Braunschweiggasse, Heiligenstadt, Unter St. Veit-Baumgarten, Radetzkyplatz i Praterstern zostały później zniszczone lub poważnie uszkodzone w czasie II wojny światowej, ich pozostałości bądź rozebrano bądź odbudowano w nowej formie ze względu na koszty i niezrozumienia ich wartości jako obiektów architektonicznych. Z tych samych powodów przebudowano stację przy Westbahnhof w 1951, a w 1955 dwa drewniane budynki dworcowe na Schwedenplatz. Budynek stacyjny w Hietzing ustąpił miejsca nowemu mostowi im. Kennedy’ego w 1961 r., a szczególnie cenny architektonicznie budynek dworca Meidling-Hauptstrasse został rozebrany mimo protestów mieszkańców i architektów w sierpniu 1968 r., aby umożliwić budowę tam autostrady miejskiej. Dopiero w 1969 po demonstracji studenckiej zorganizowanej przez Ottokara Uhla udało się wywalczyć zachowanie dwóch budynków dworcowych na centralnym placu Karlsplatz. Dzięki temu, jak również wsparciu wiedeńskiego architekta prof. Günthera Feuersteina w tym samym roku zostały wpisane do rejestru zabytków. W 1977 r. obydwa pawilony musiały zostać nieco przesunięte w celu budowy metra i mieszczone półtora metra wyżej. Jednak jeszcze w 1975 władze miejskie budując na Schottenring, nową stację przesiadkową do U2 rozebrały oryginalny budynek stacyjny Ottona Wagnera. Gdy w 1976 r. włączono do sieci metra linie Wiental i nad Kanałem Dunajskim, większość stacji została w dużym stopniu zmodernizowana, a większość z nich całkowicie przebudowana. Zachowała się jednak większość estakad i wiaduktów kolejowych zbudowanych przez Wagnera – choć część z nich zmieniła swoje przeznaczenie. Tylko Schönbrunn i Stadtpark zachowały się w swoim pierwotnym stanie ze względu na sprzeciw konserwatora zabytków. Od 1978 zmienił się też status prawny stacji wybudowanych przez Ottona Wagnera – zostały one objęte ochroną jako obiekty zabytkowe. Z pierwotnych 35 budynków dworcowych zbudowanych Wagnera, których miały łączną powierzchnię 19 428 metrów kwadratowych – ostatecznie zachowało się 20 oraz pawilon dworski w Hietzing i drewniany dach peronowy w Penzing.

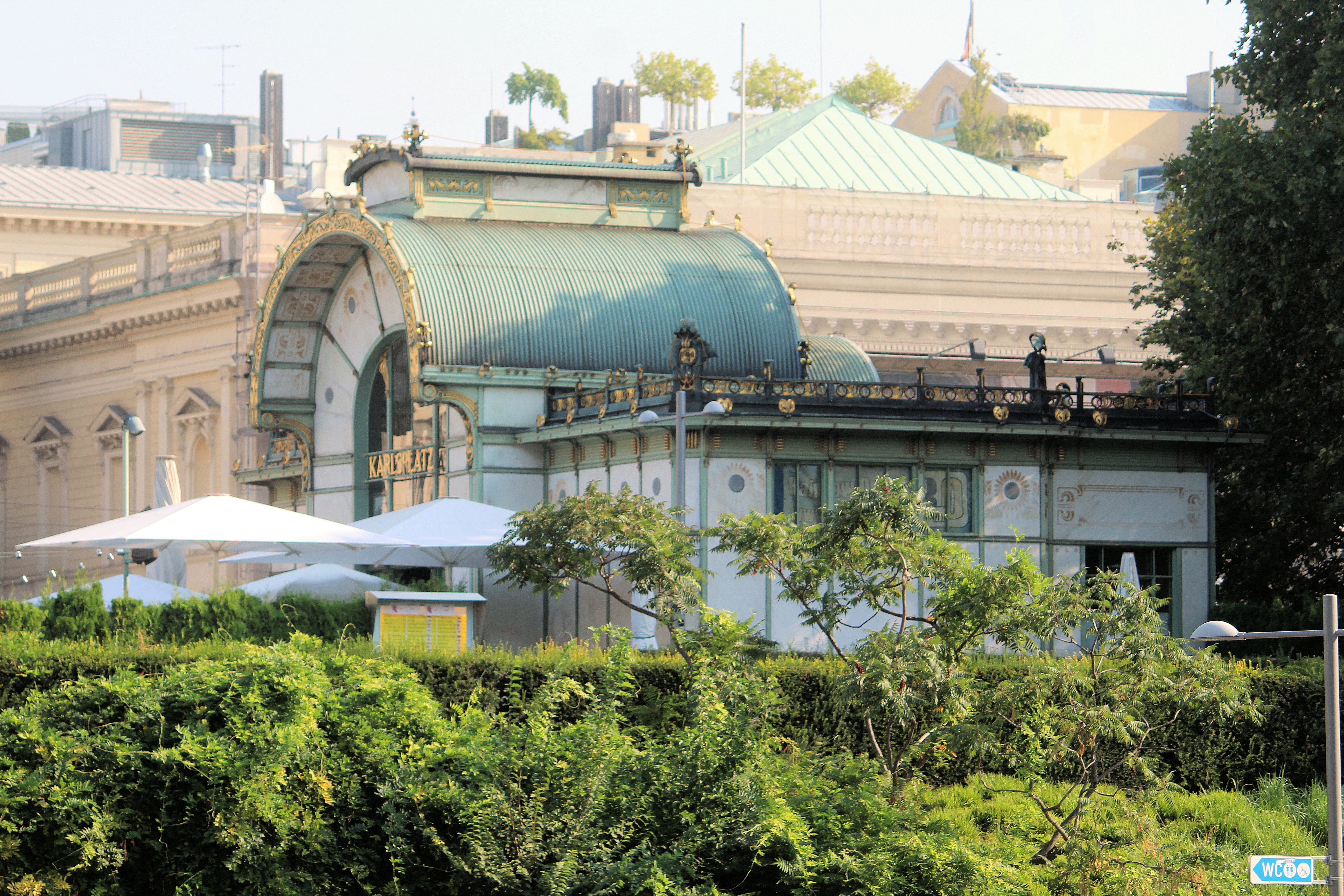
Stacja Karlspatz po przeniesieniu
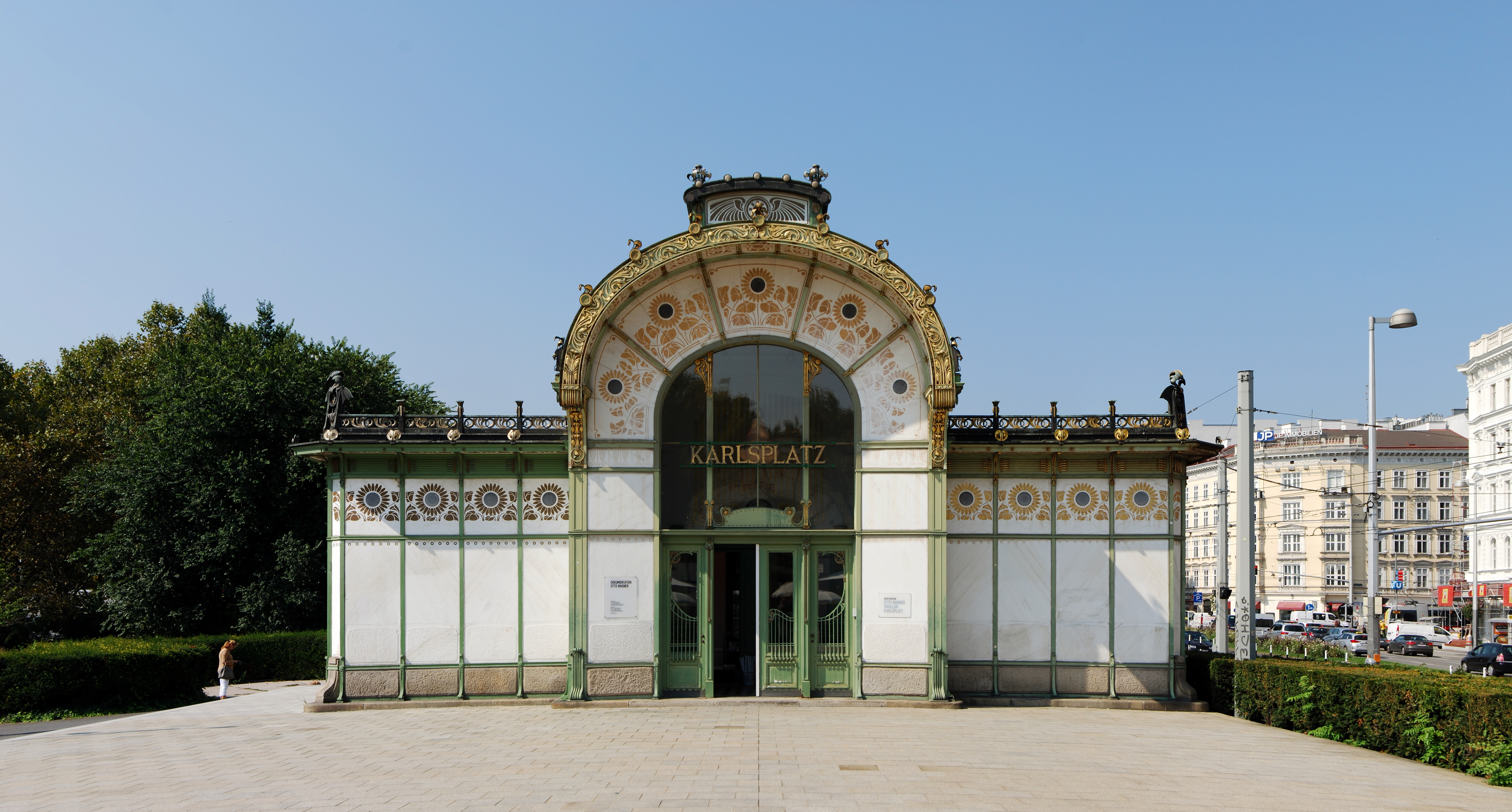
Budynek stacji Karlplatz – fronton
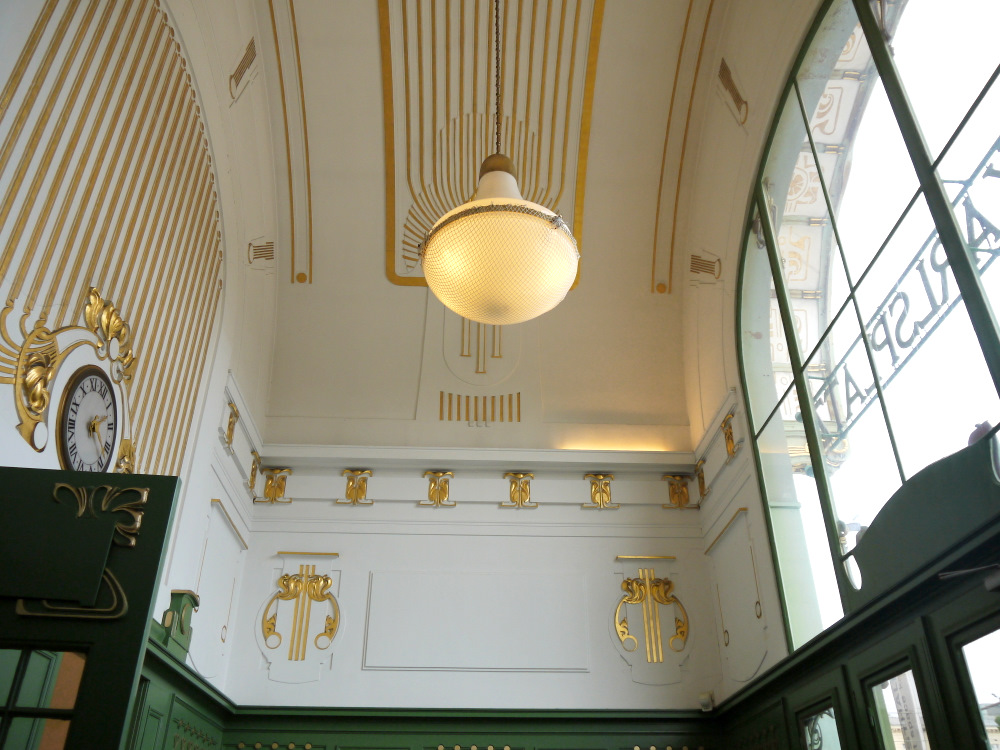
Stacja Karlsplatz – wnętrze
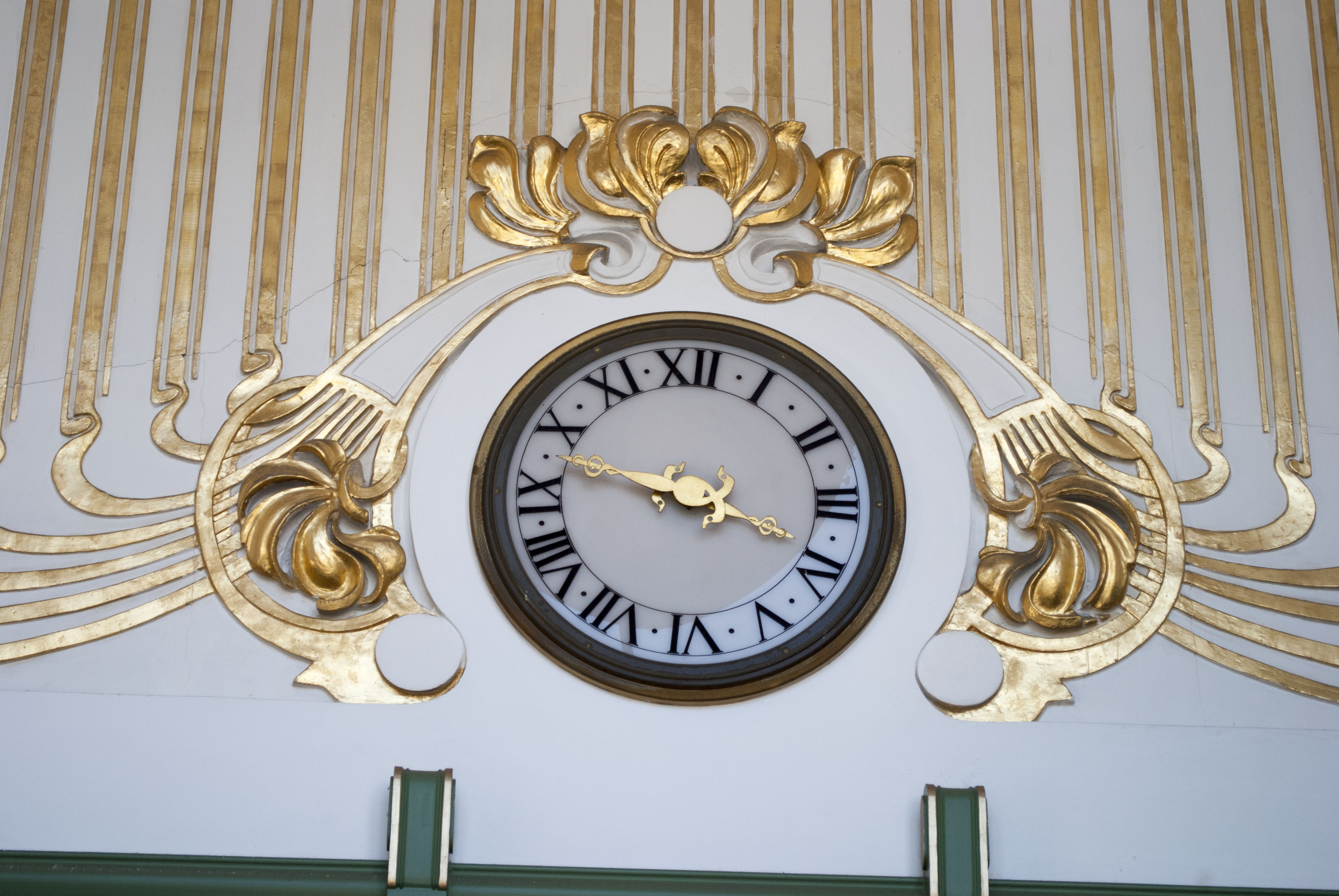
Stacja Karlsplatz – zegar
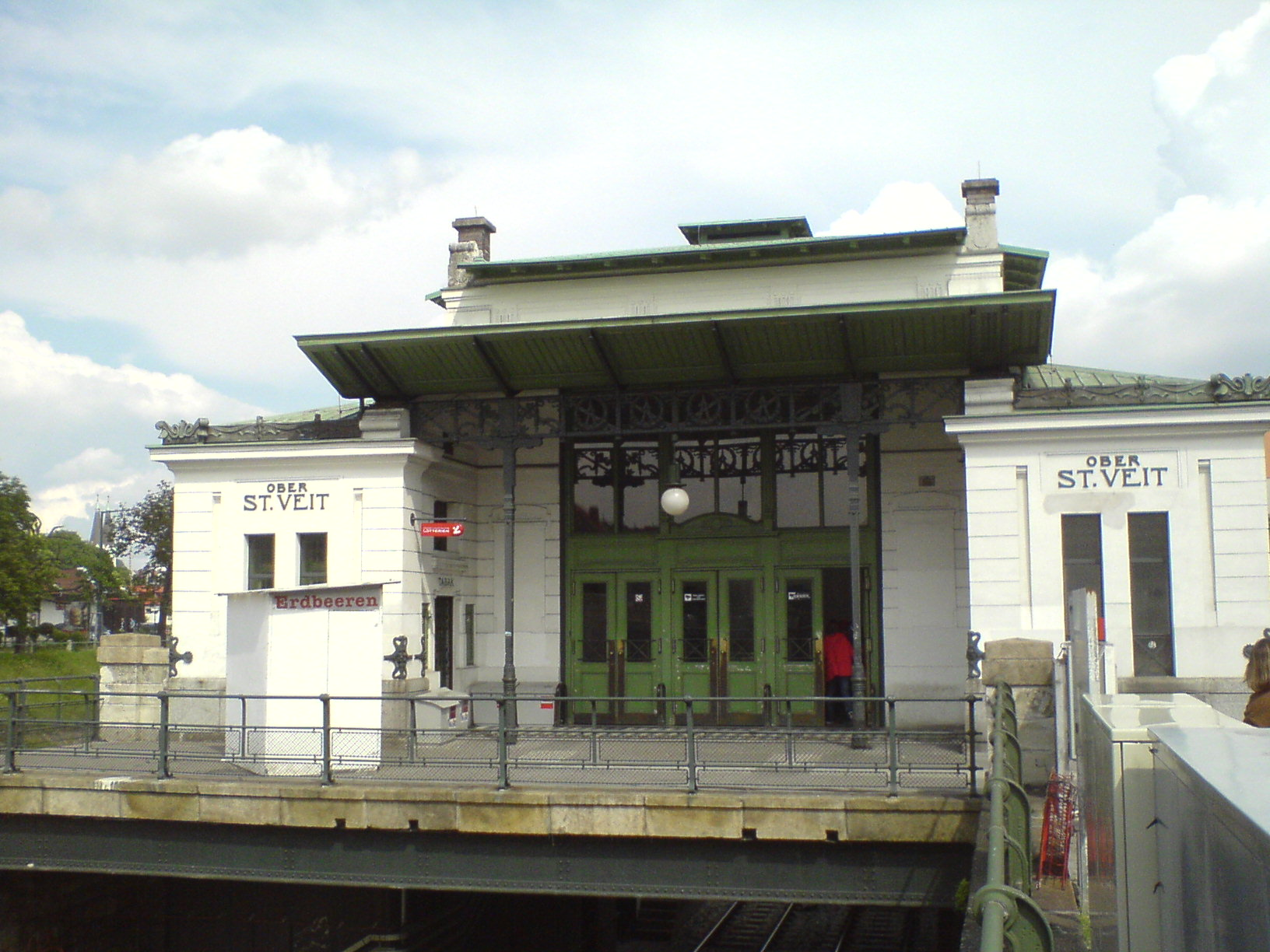
Budynek stacyjny Ober St. Veit
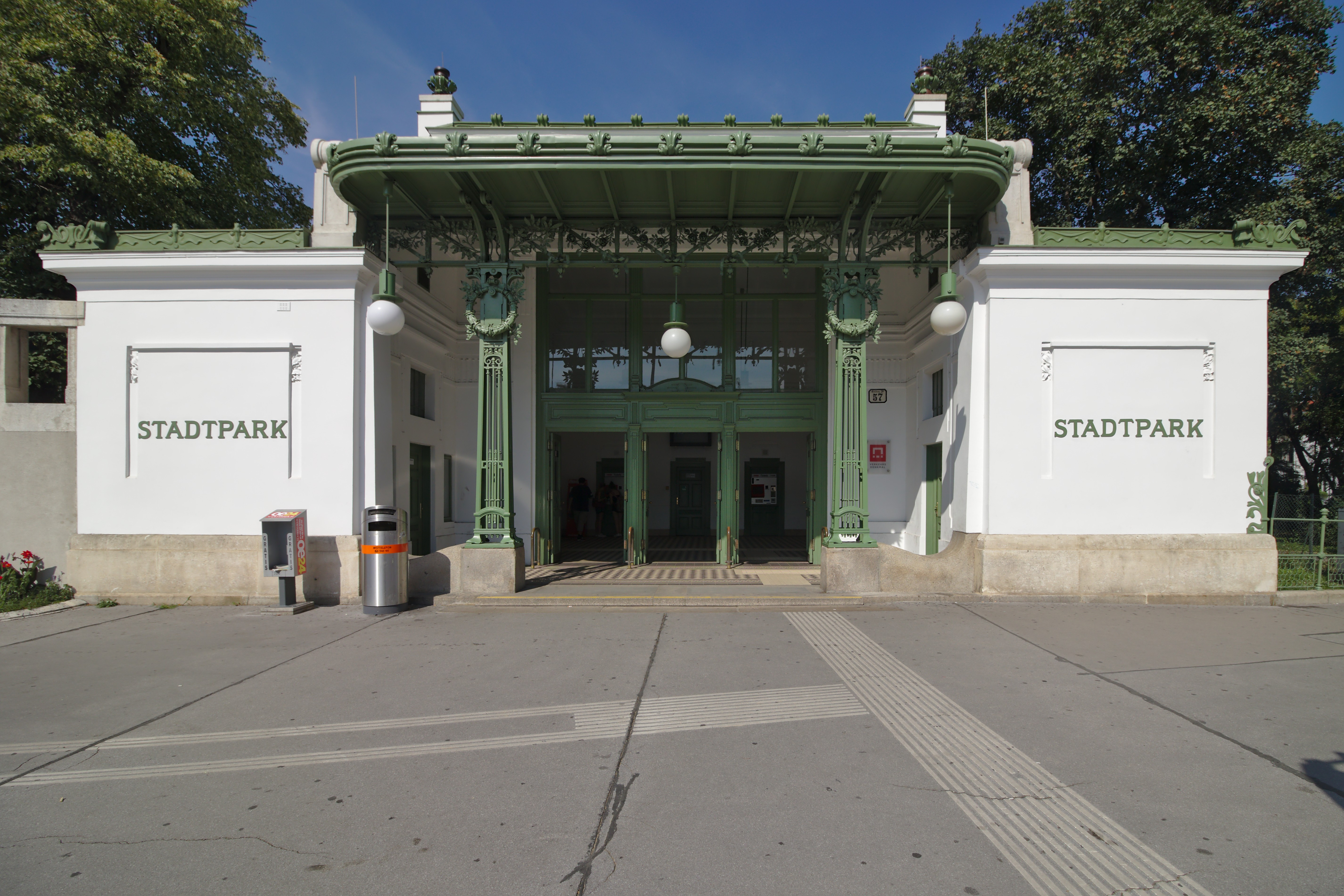
Stacja Stadpark – wejście od Landstrasse
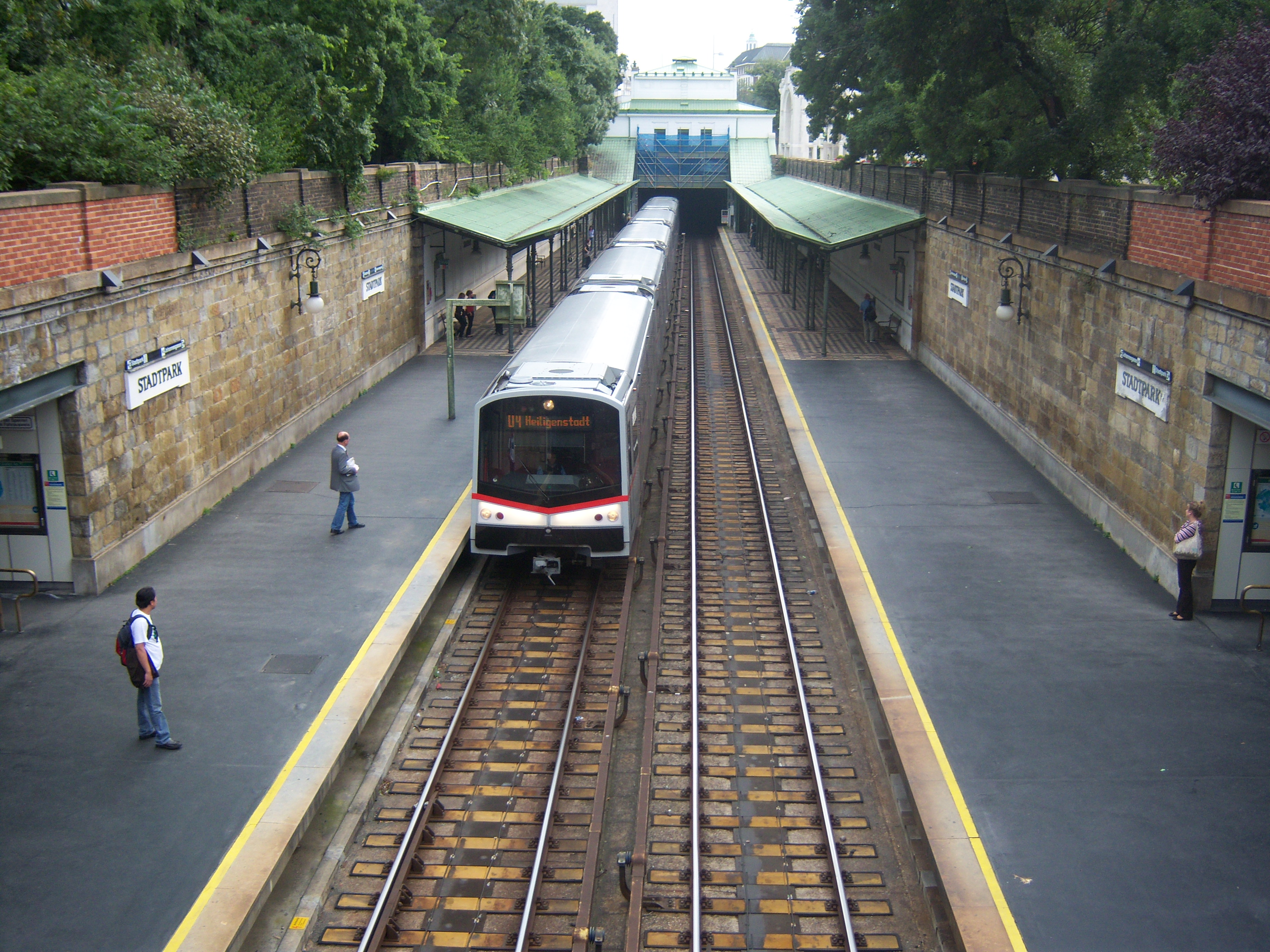
Stacja Stadpark – widok na perony stacyjne
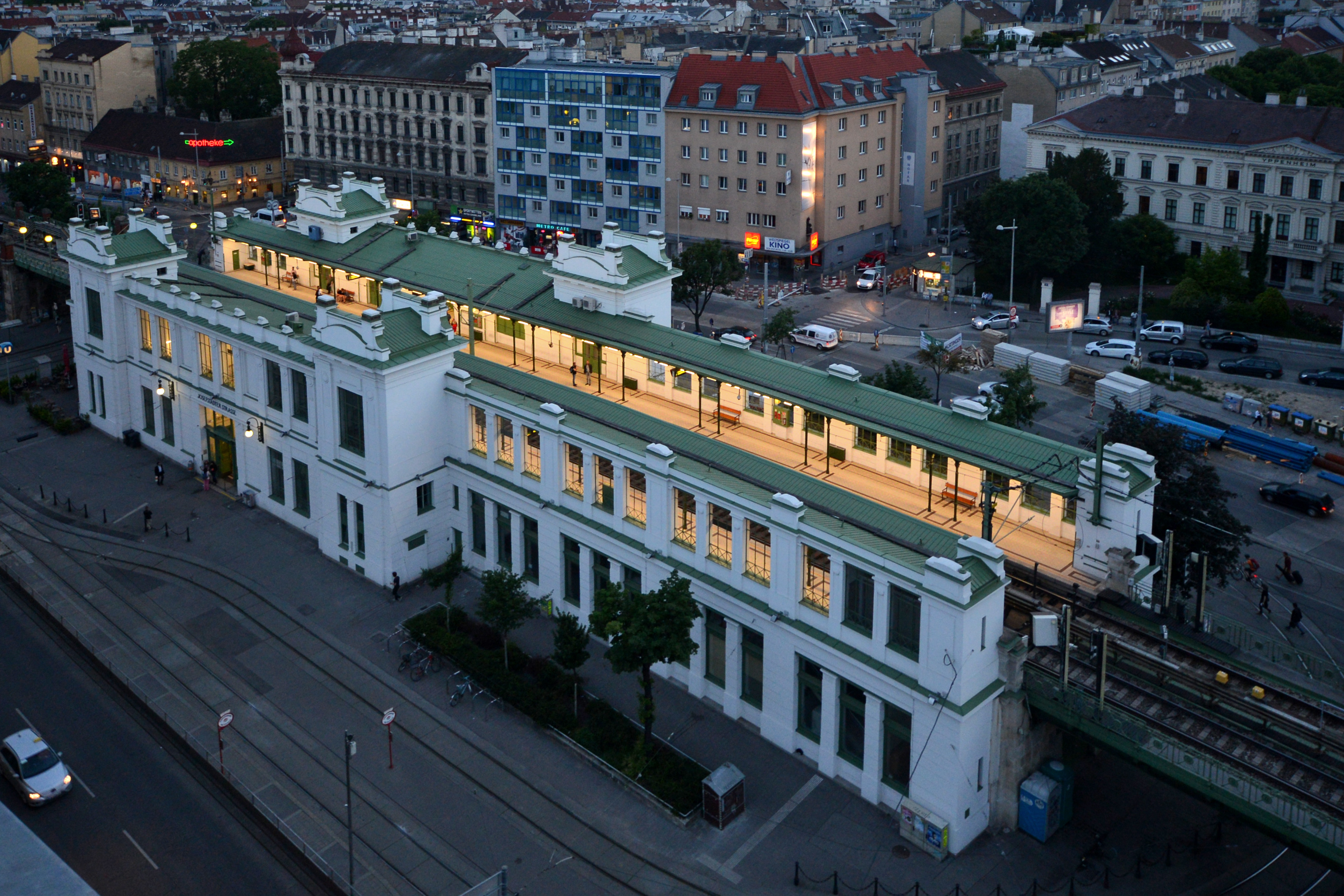
Stacja Josefstädter Straße – typowy przykład stacji zbudowanej przez Wagnera na estakadach ceglanych
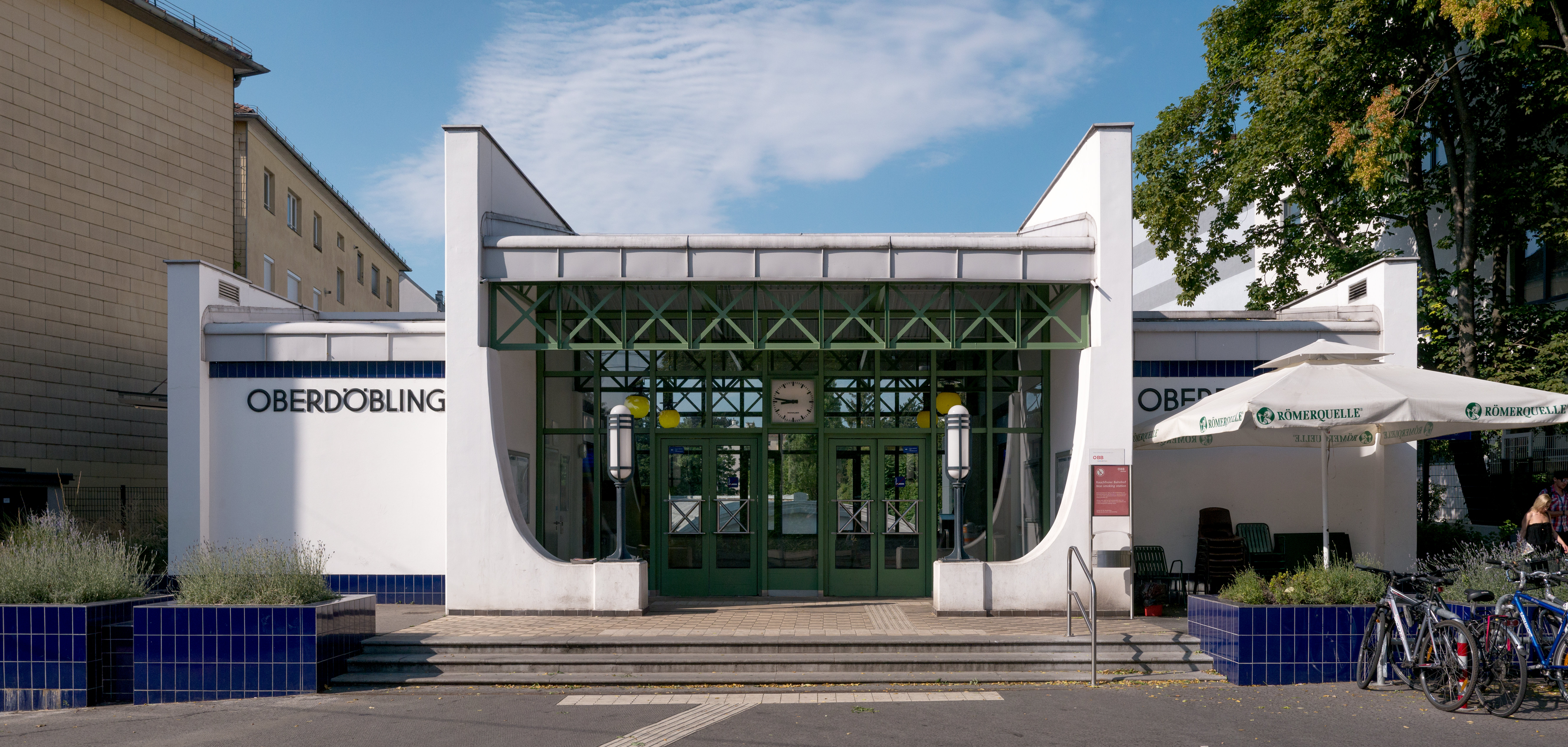
Stacja Ober-Döbling wg projektu Aloisa Machatschka(inne języki) na podstawie pierwotnego planu Ottona Wagnera
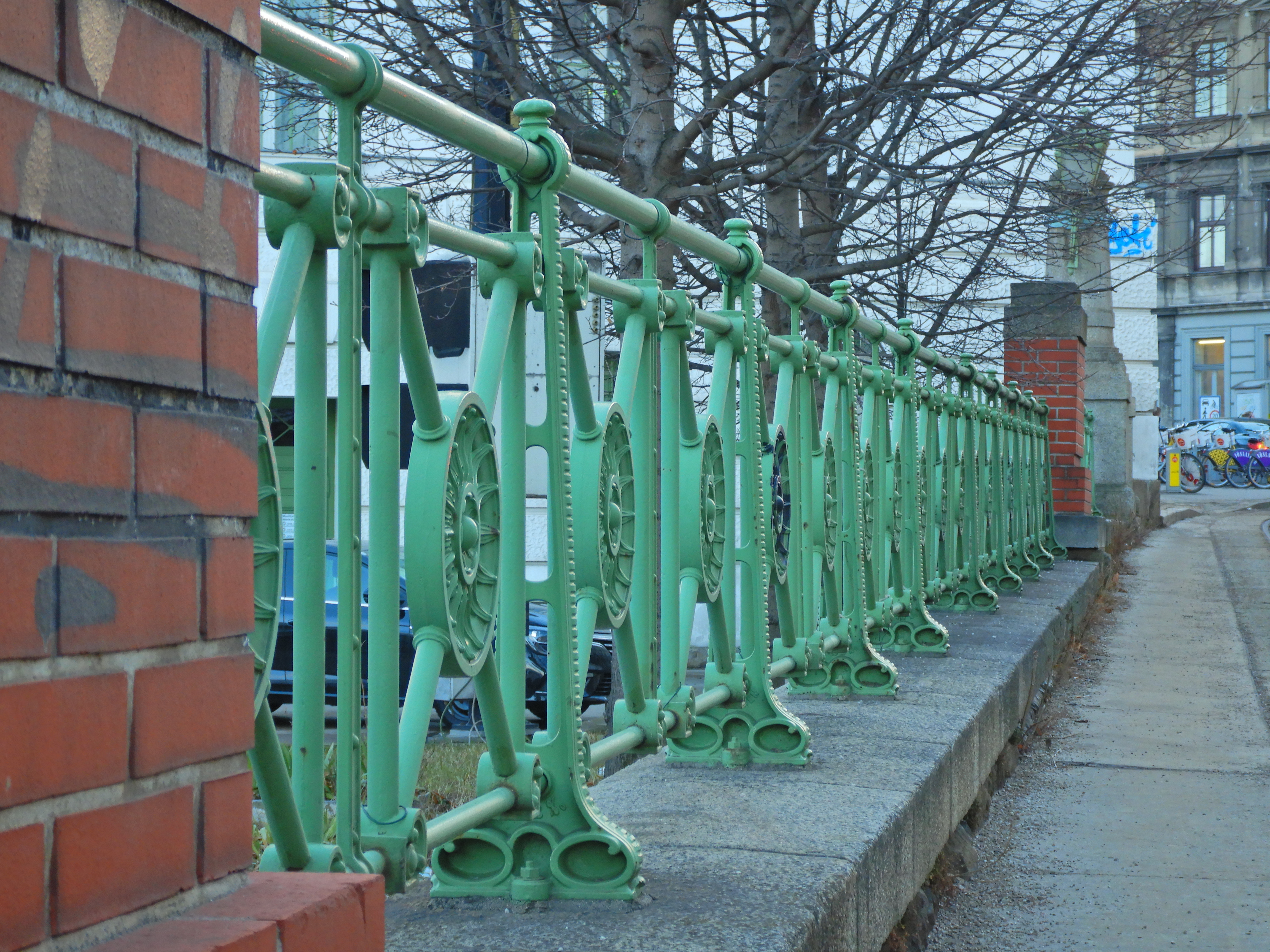
Balustrada na stacji Michelbeuern
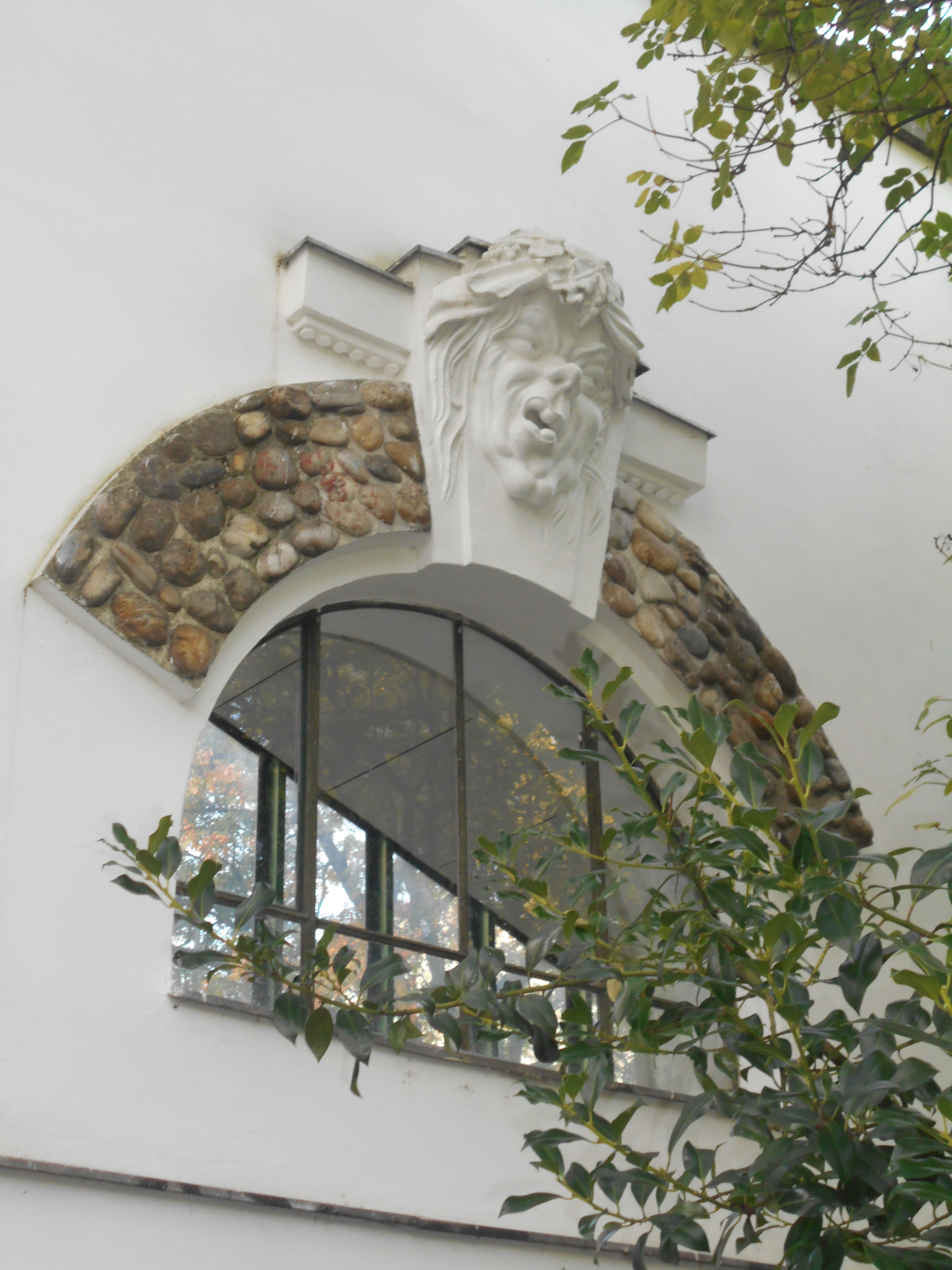
Stacja Rossauer Lände – płaskorzeźba Bachusa
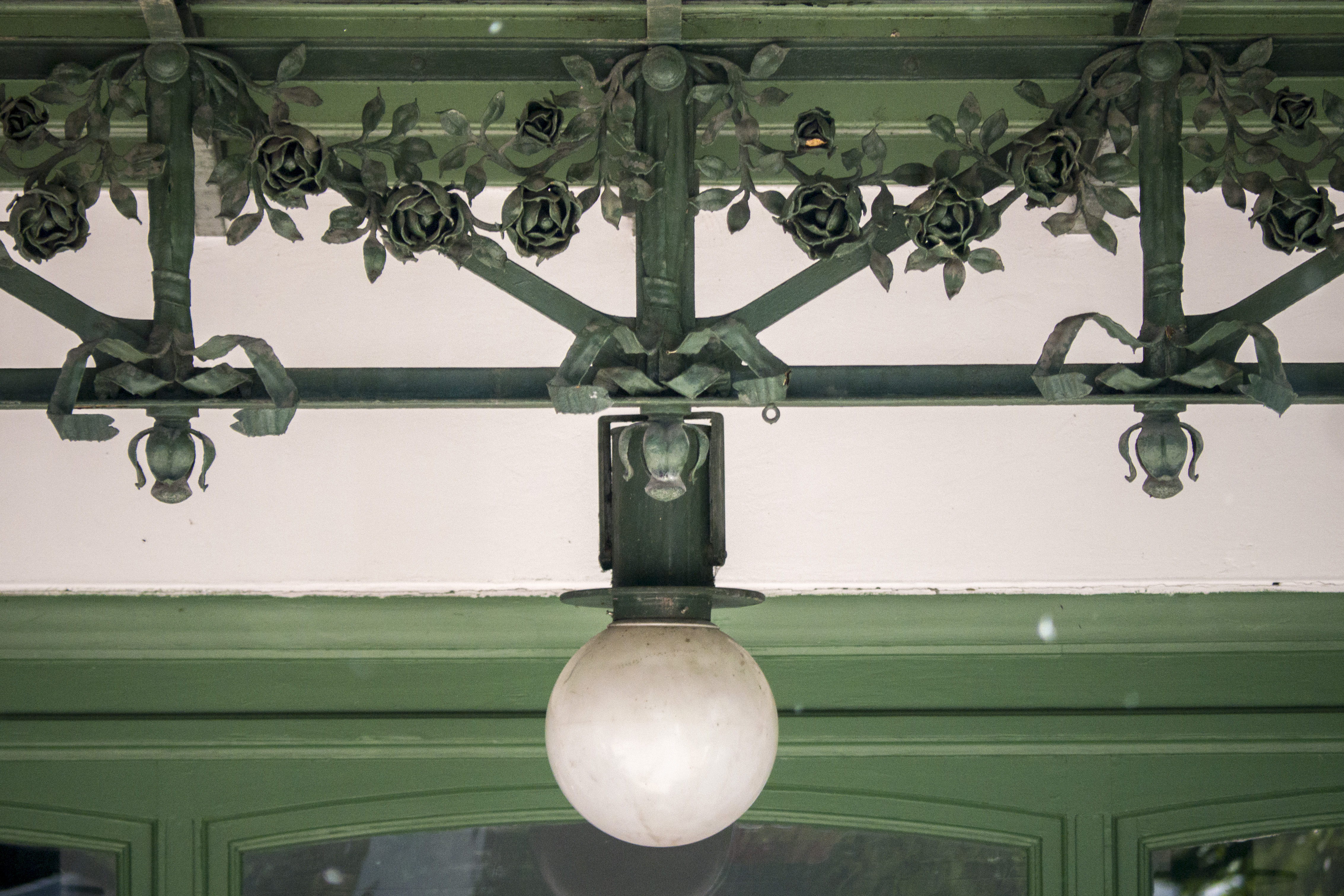
Stacja Roßauer Lände – detale architektoniczne
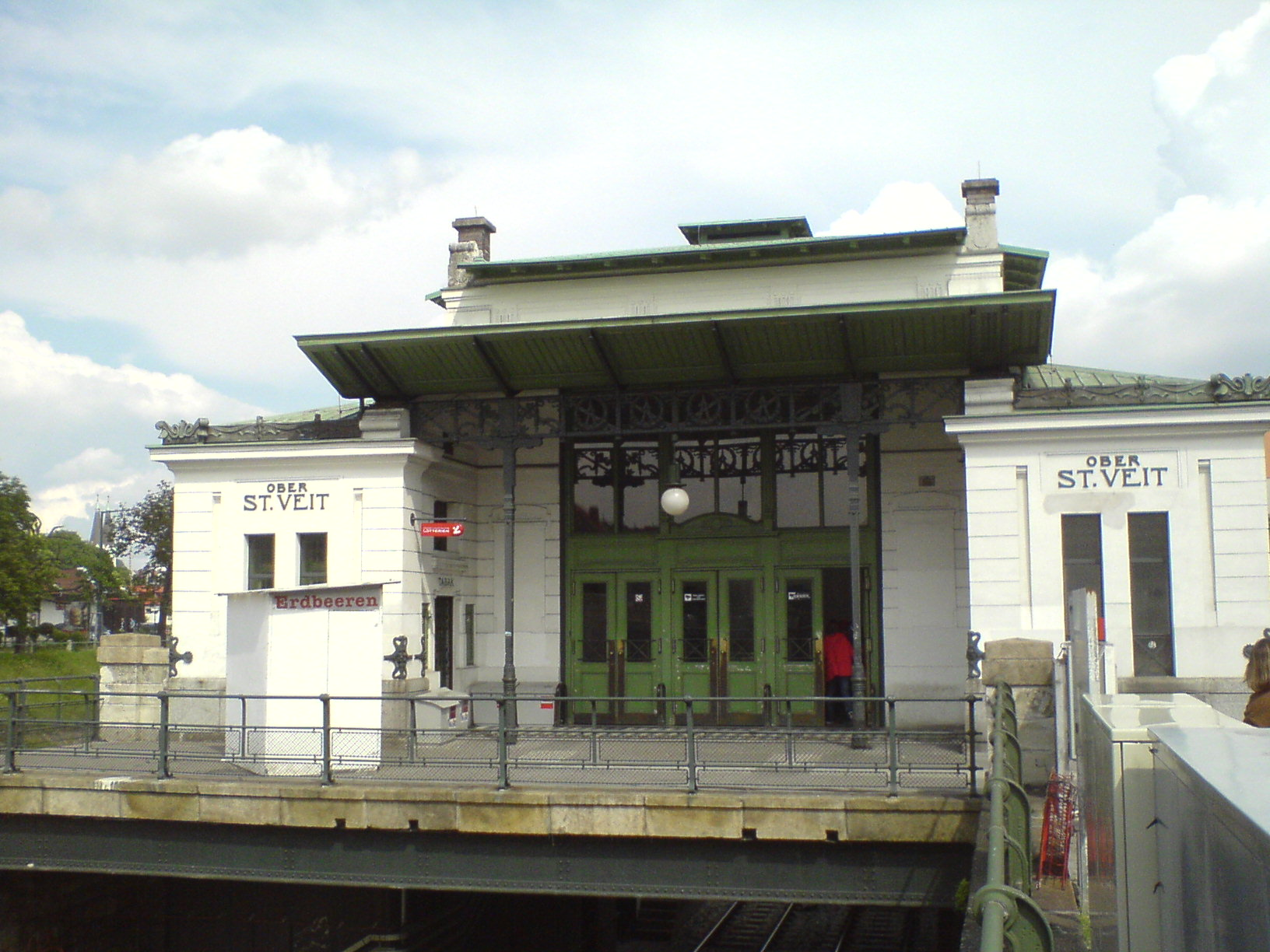
Stacja St. Veit – wejście główne
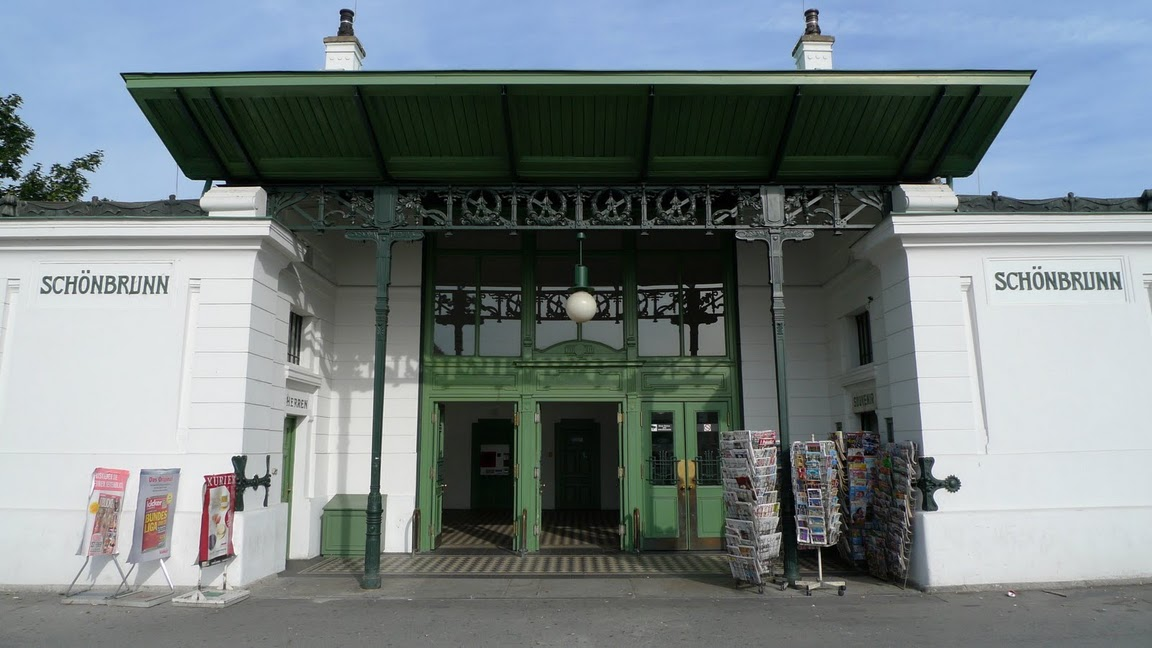
Stacja Schönbrunn – wejście główne
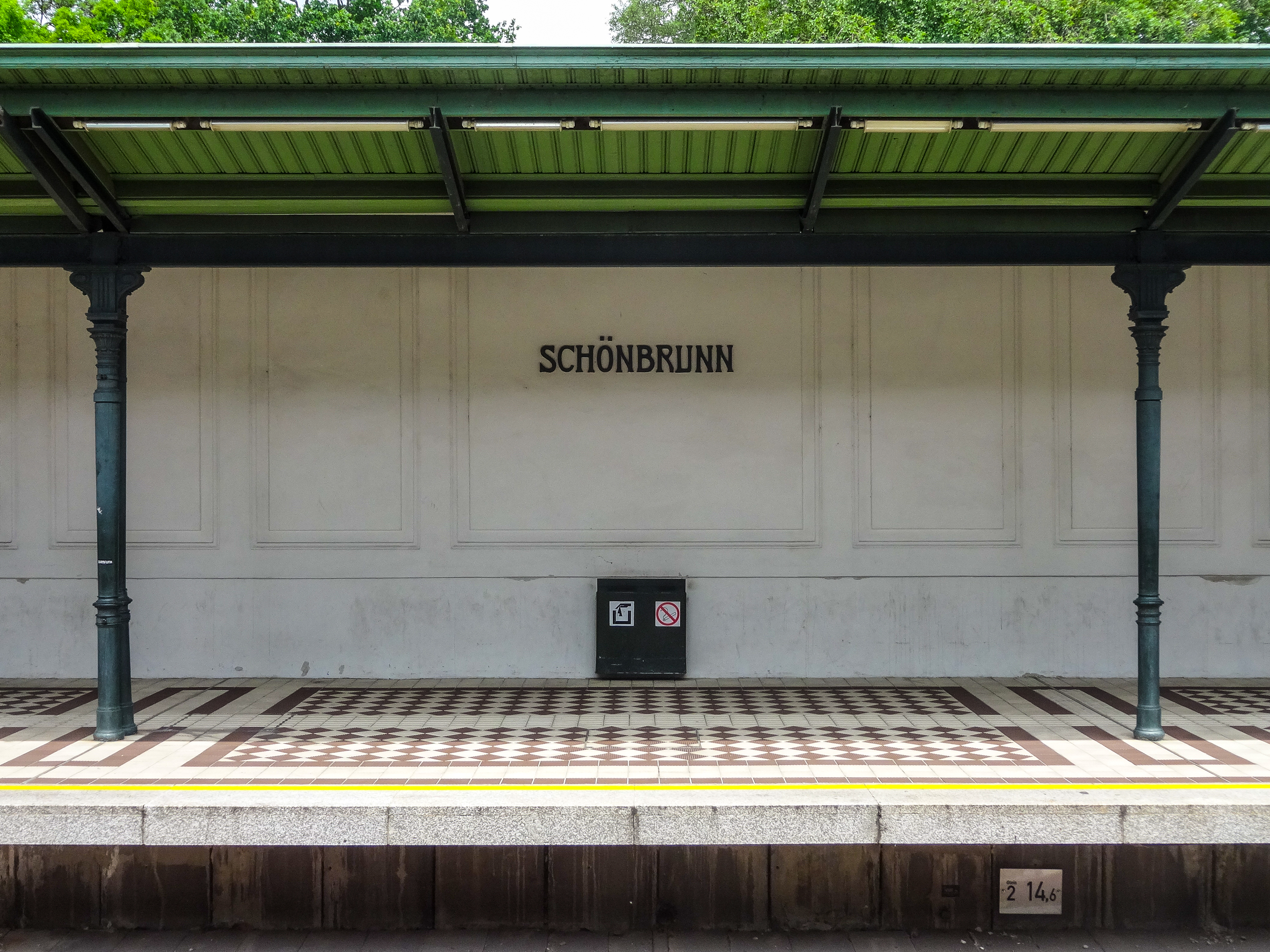
Stacja Schönbrunn – peron
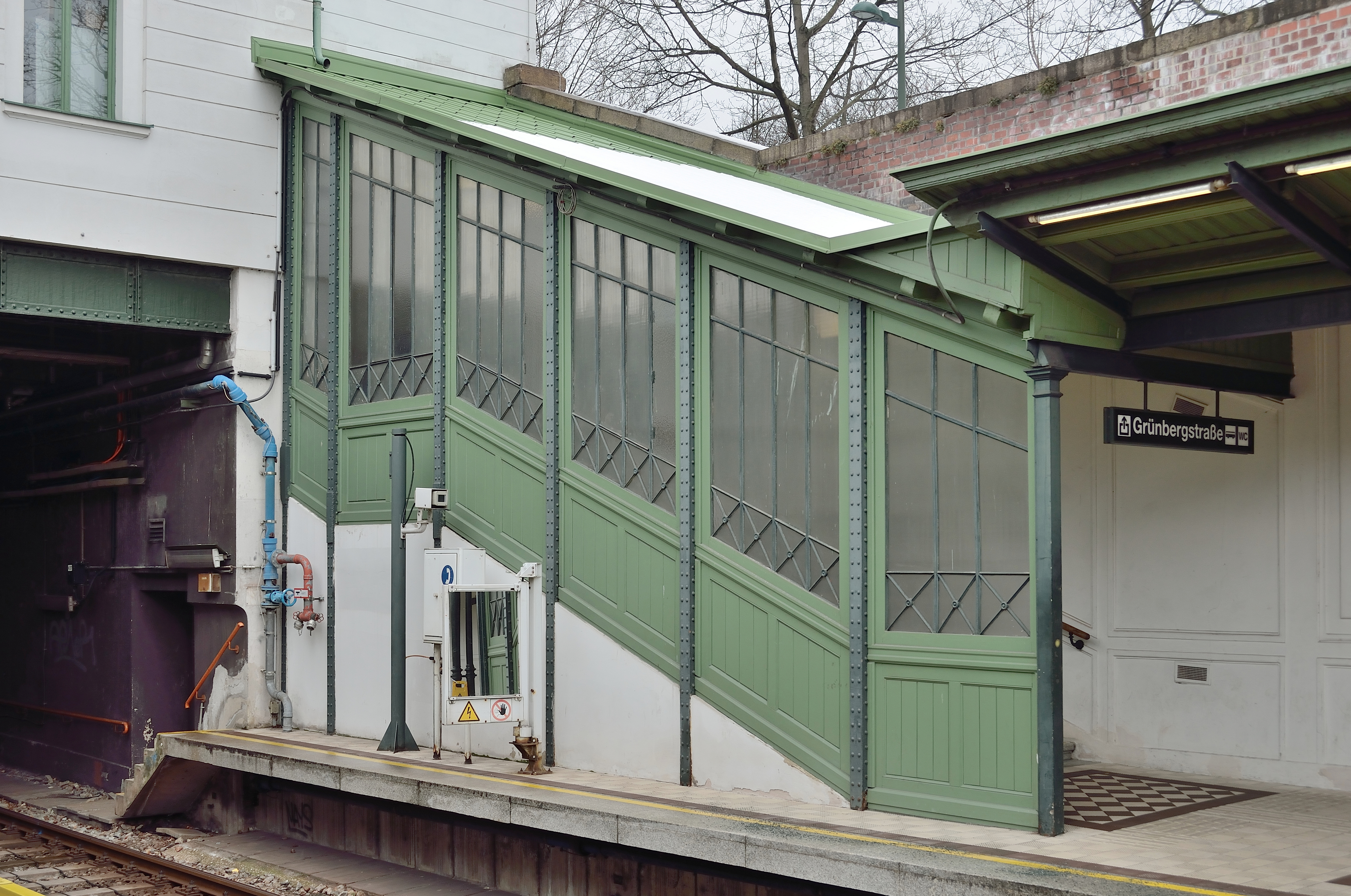
Stacja Schönbrunn – zejście na peron
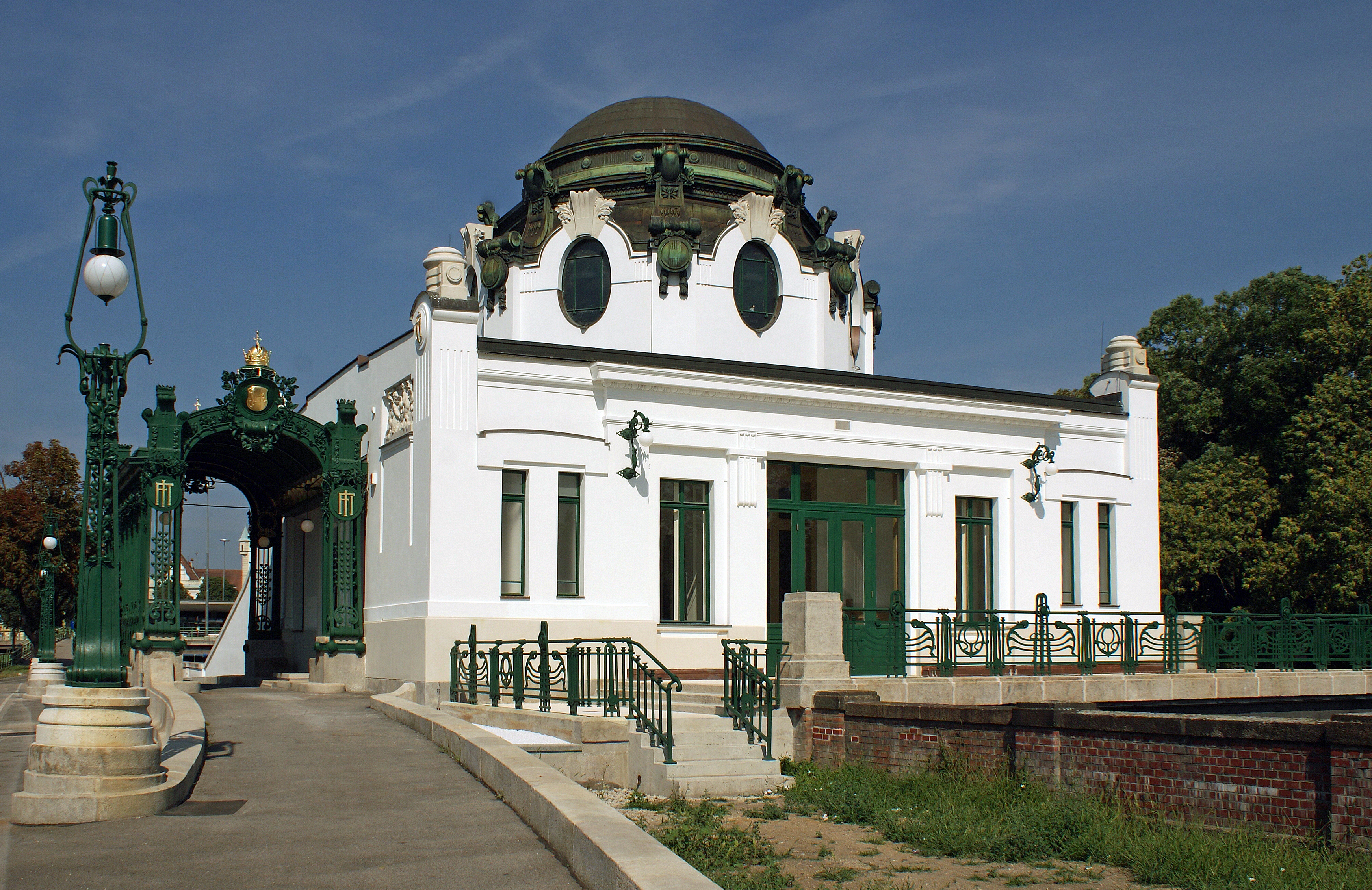
Stacja Hietzing – Pawilon dworski – widok ogólny
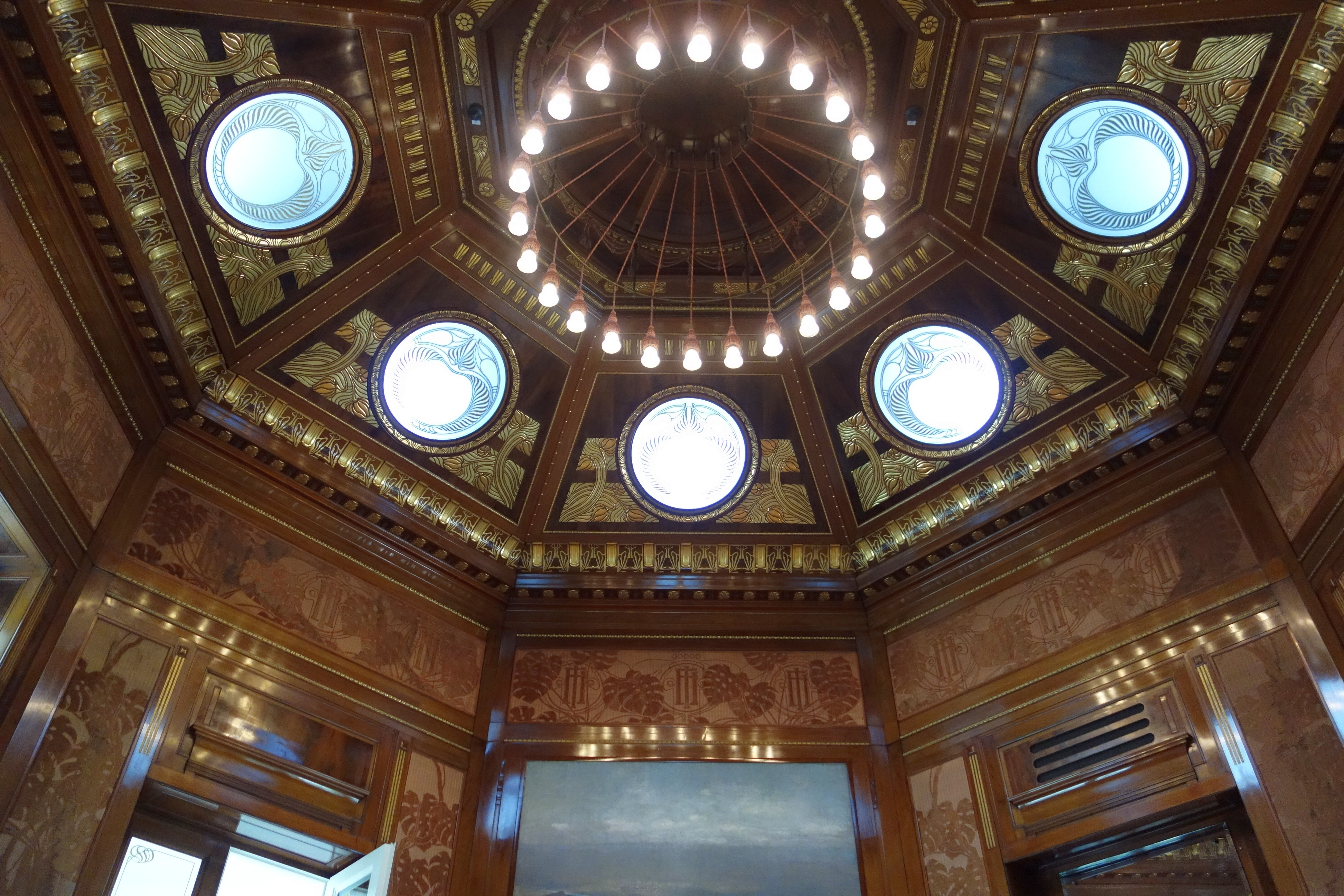
Stacja Hietzing – Pawilon dworski (wnętrze)
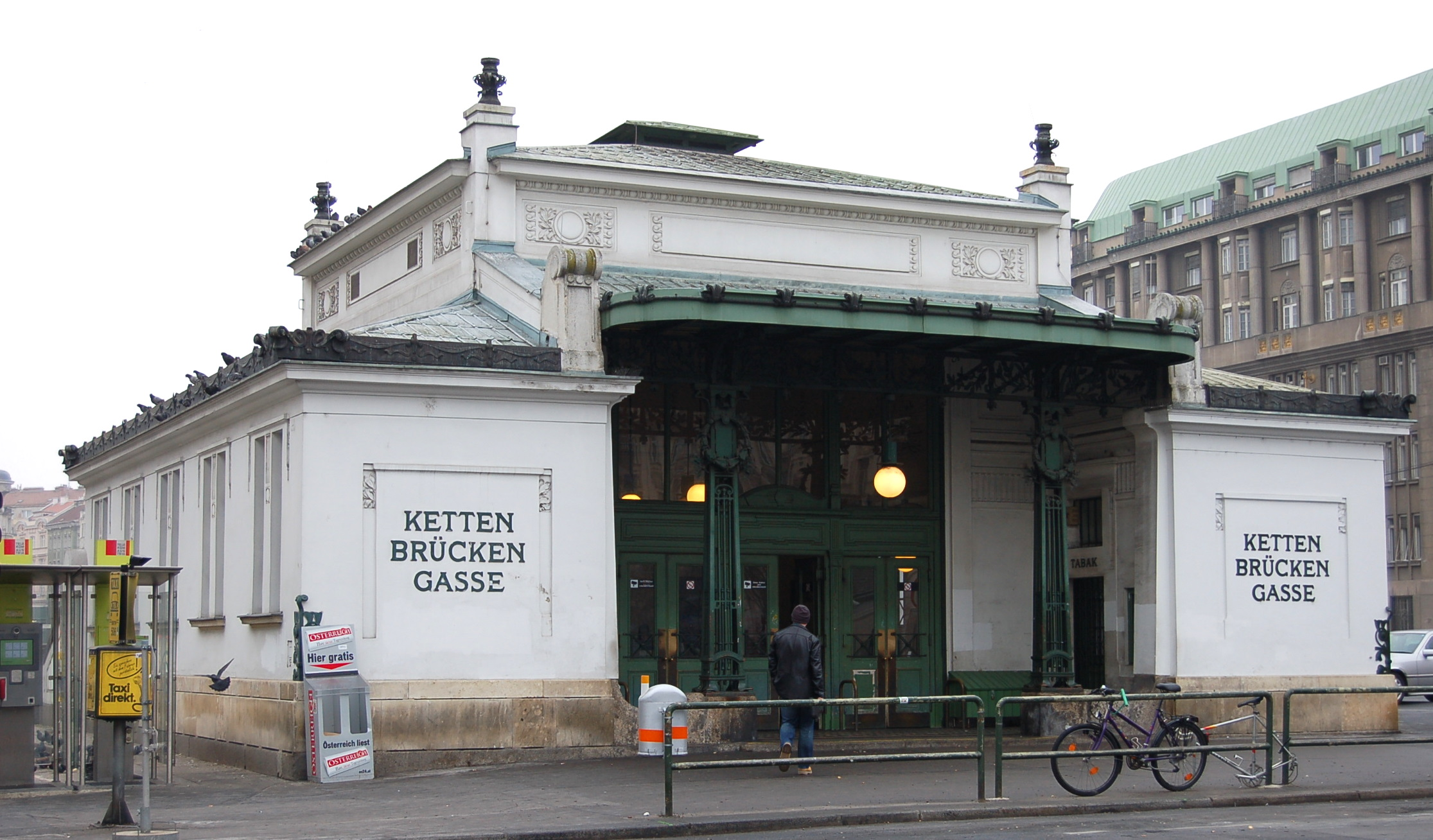
Stacja Kettenbrueckengasse – wejście główne
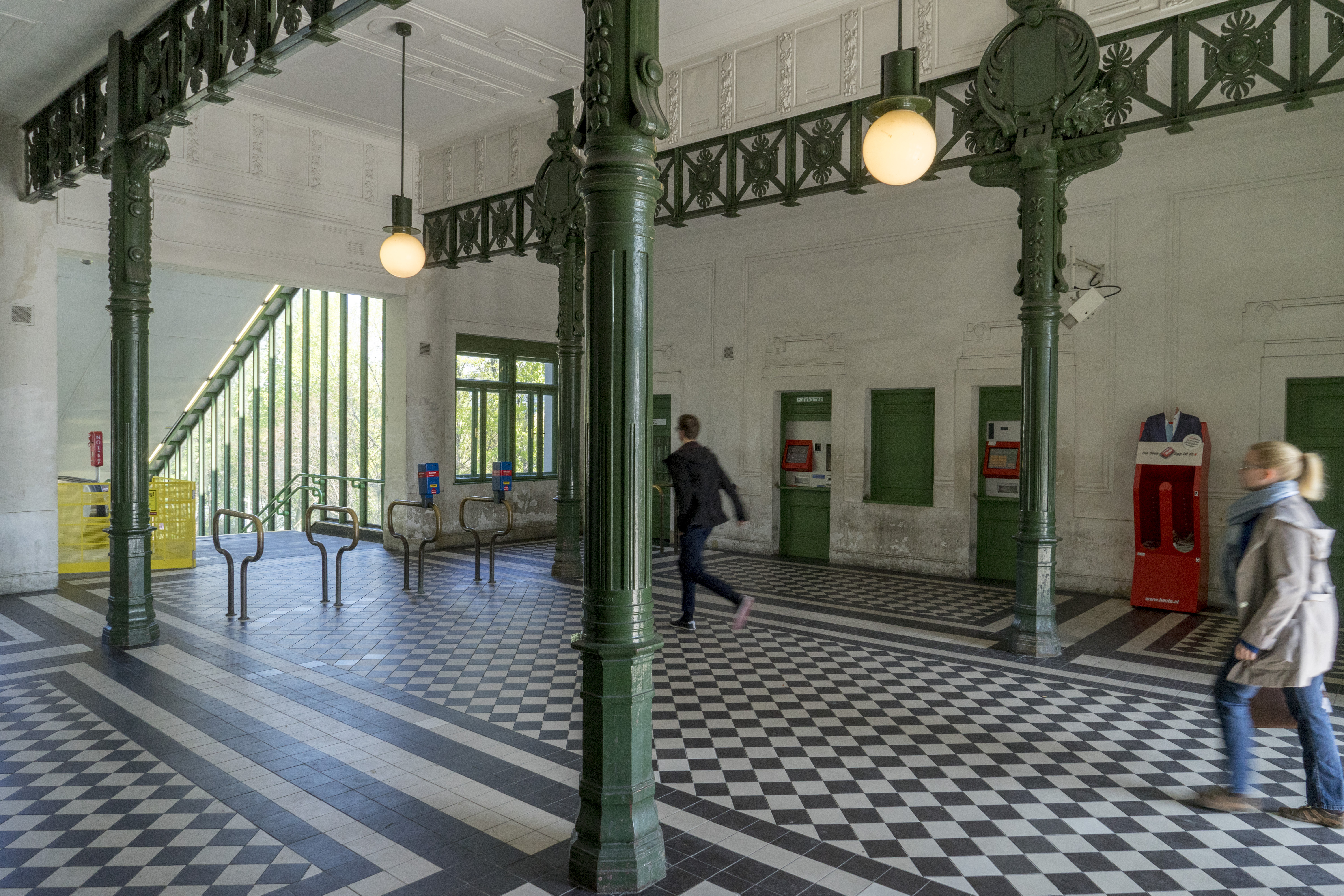
Hala budynku stacyjnego przy Friedensbrücke
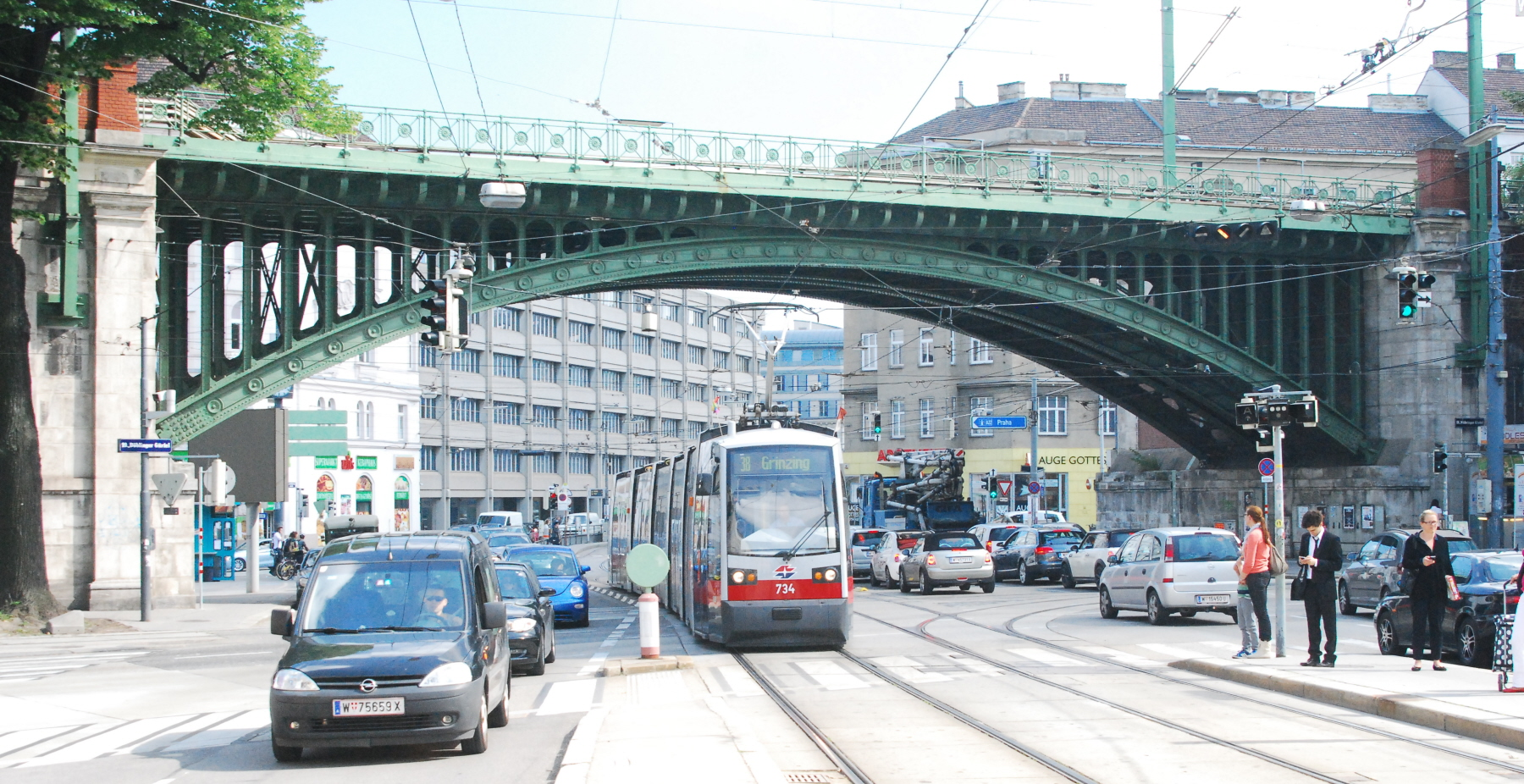
Łukowy most nad Döblinger Hauptstrasse – najdłuższy most na całej trasie kolei Wagnera
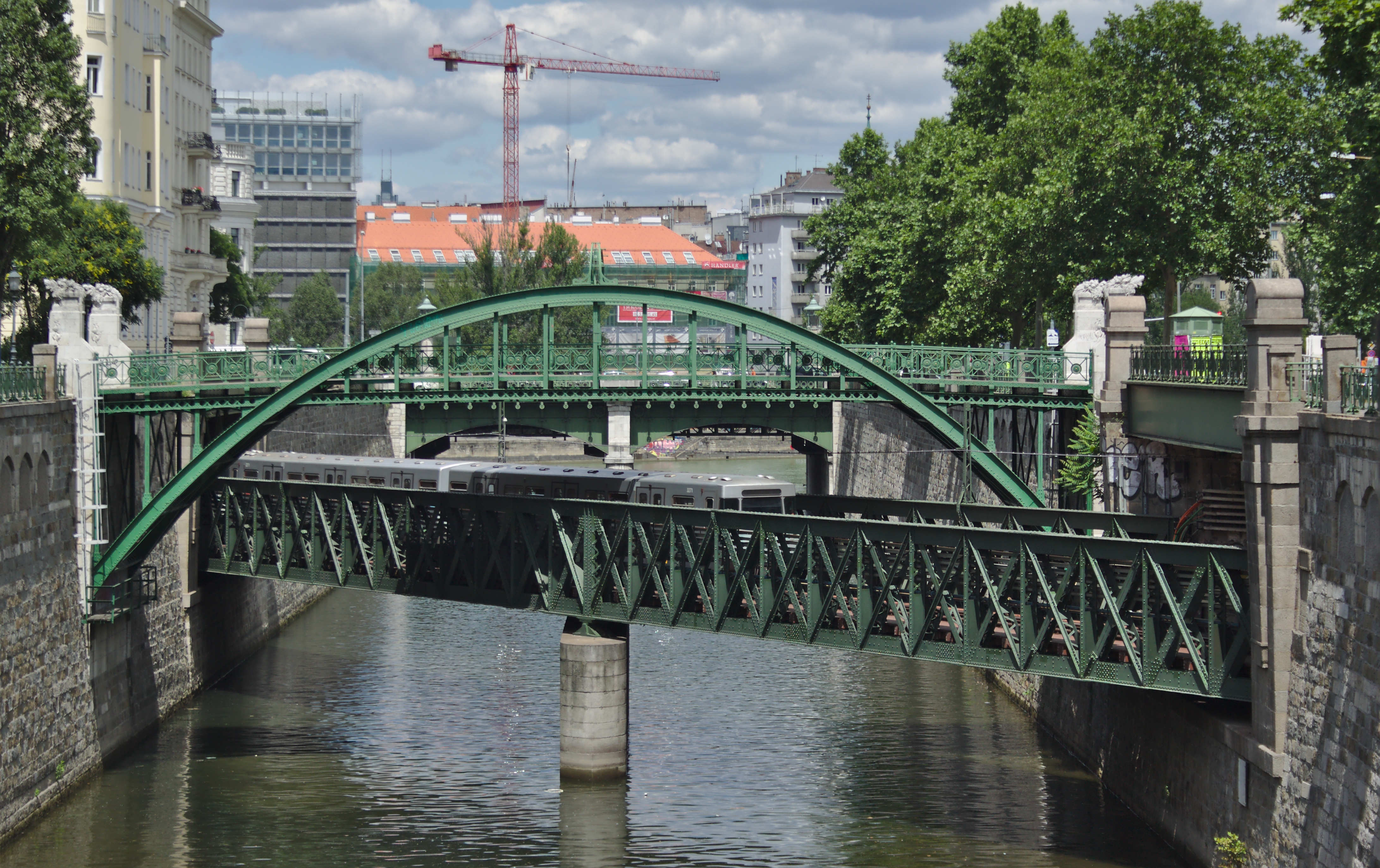
Most Zollamtsbrücke nad rzeką Wien – jeden z trzech mostów kolei miejskiej na linii Kanału Dunajskiego
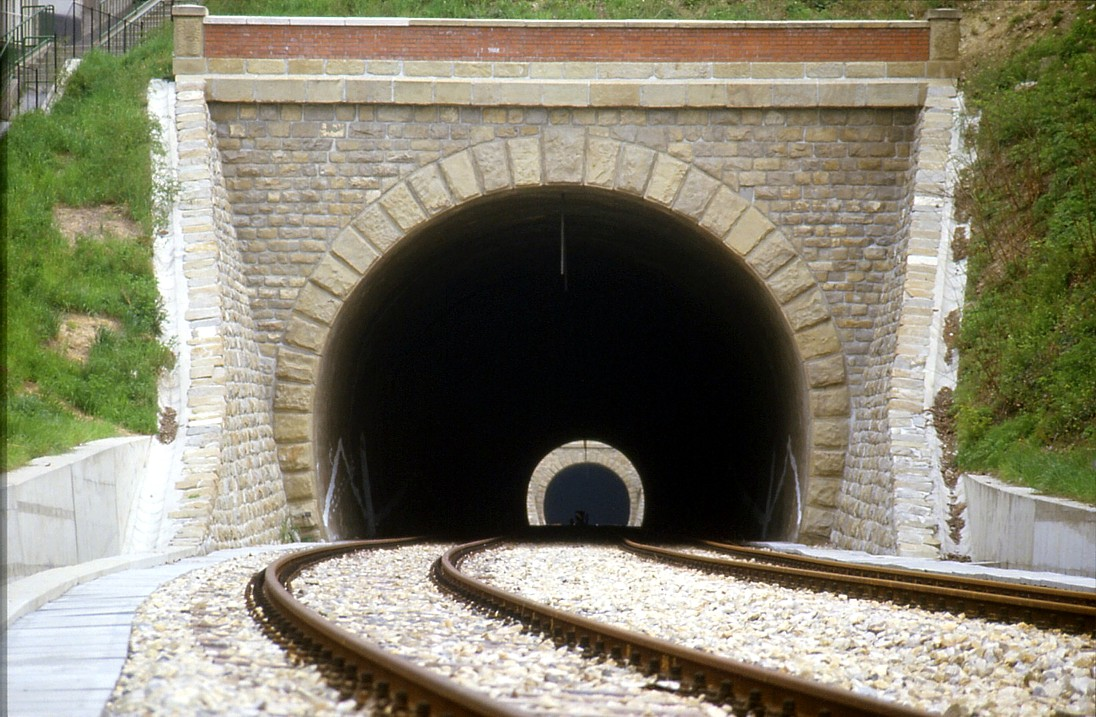
Duży i mały tunel Türkenschanz wiedeńskiej kolei miejskiej
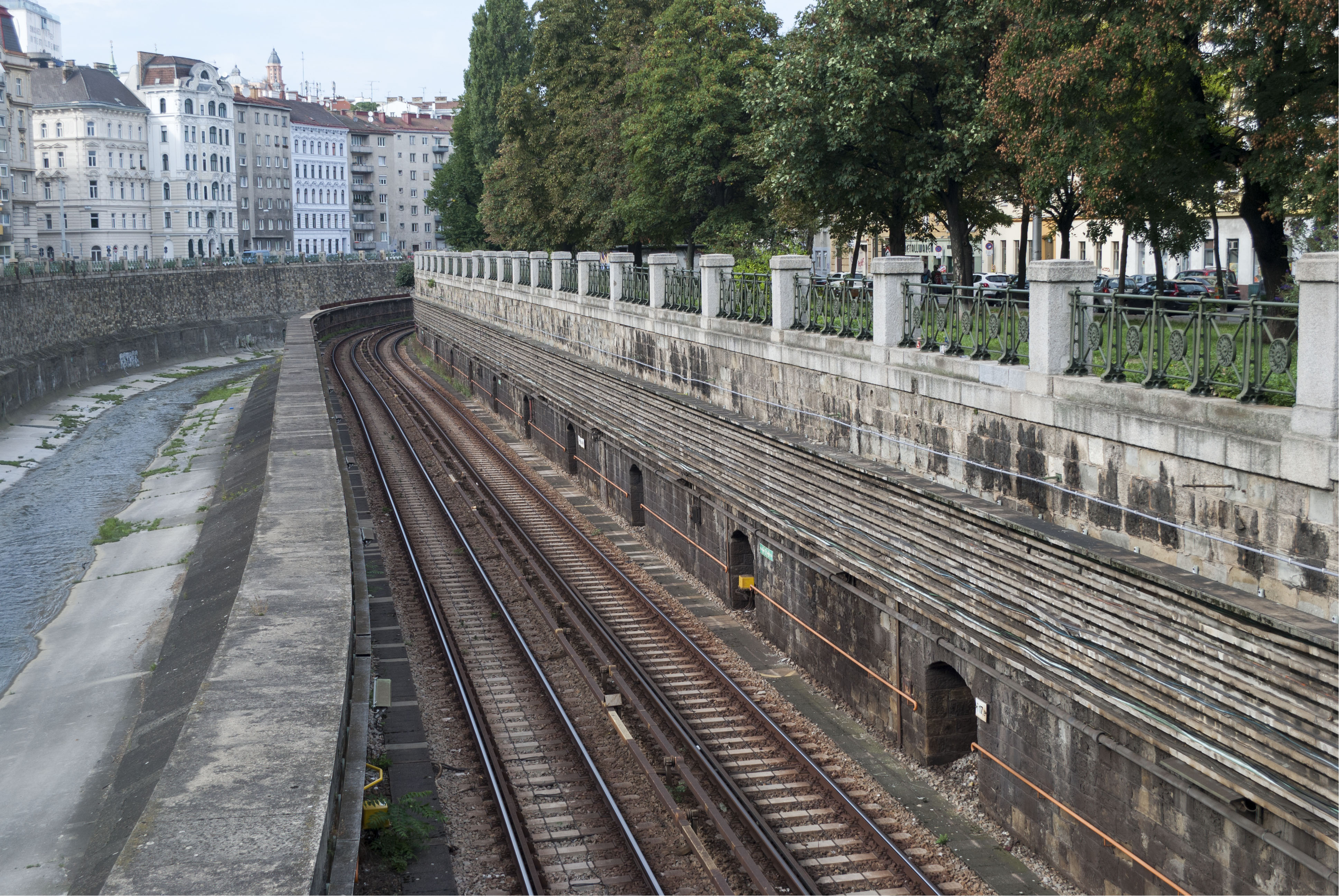
Trasa kolei miejskiej wzdłuż skanalizowanej w trakcie budowy rzeki Wien przy Pilgramgasse
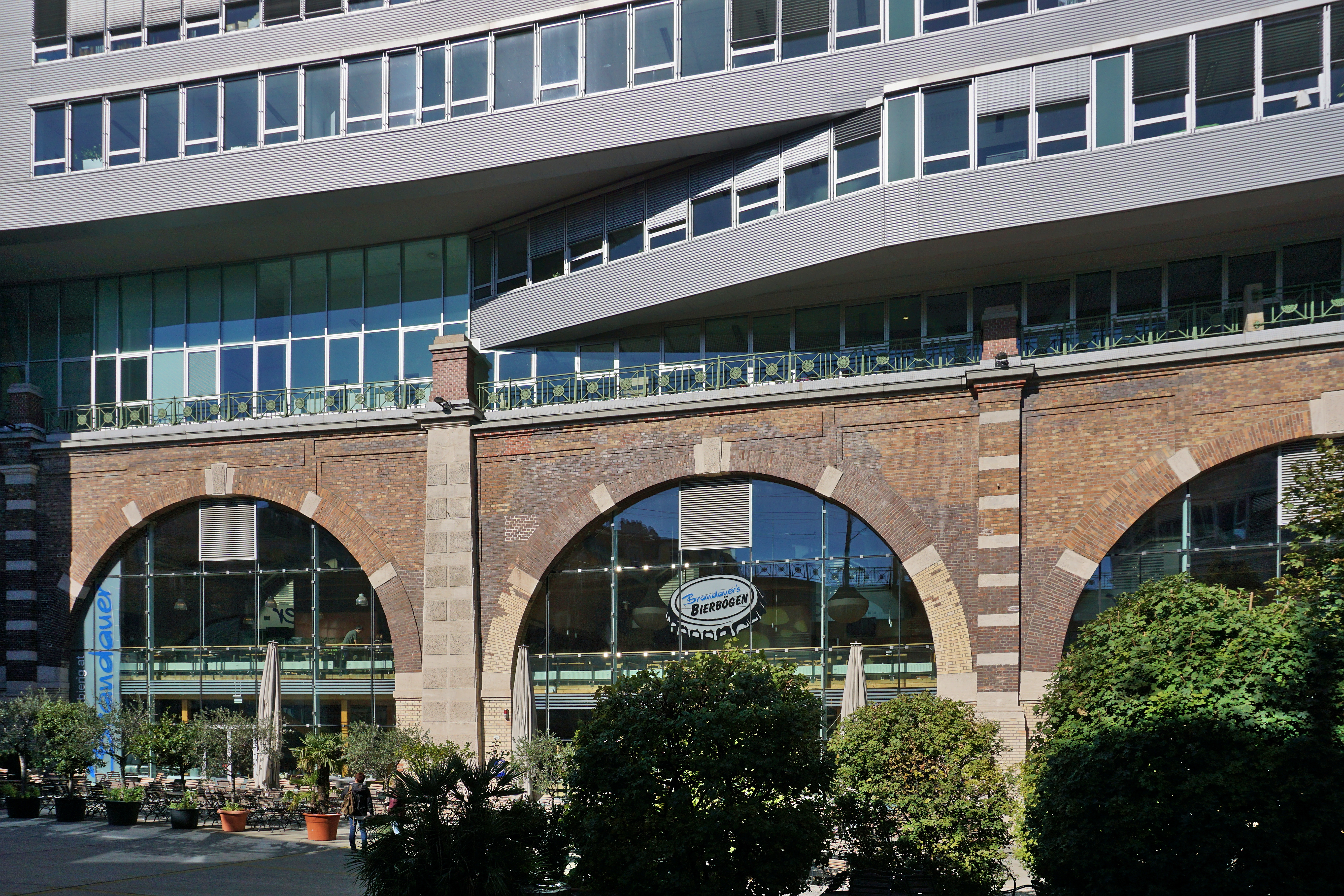
Nowe wykorzystanie – starych ceglanych estakad kolejowych – restauracja Brandauers Bierbögen – widok z zewnątrz
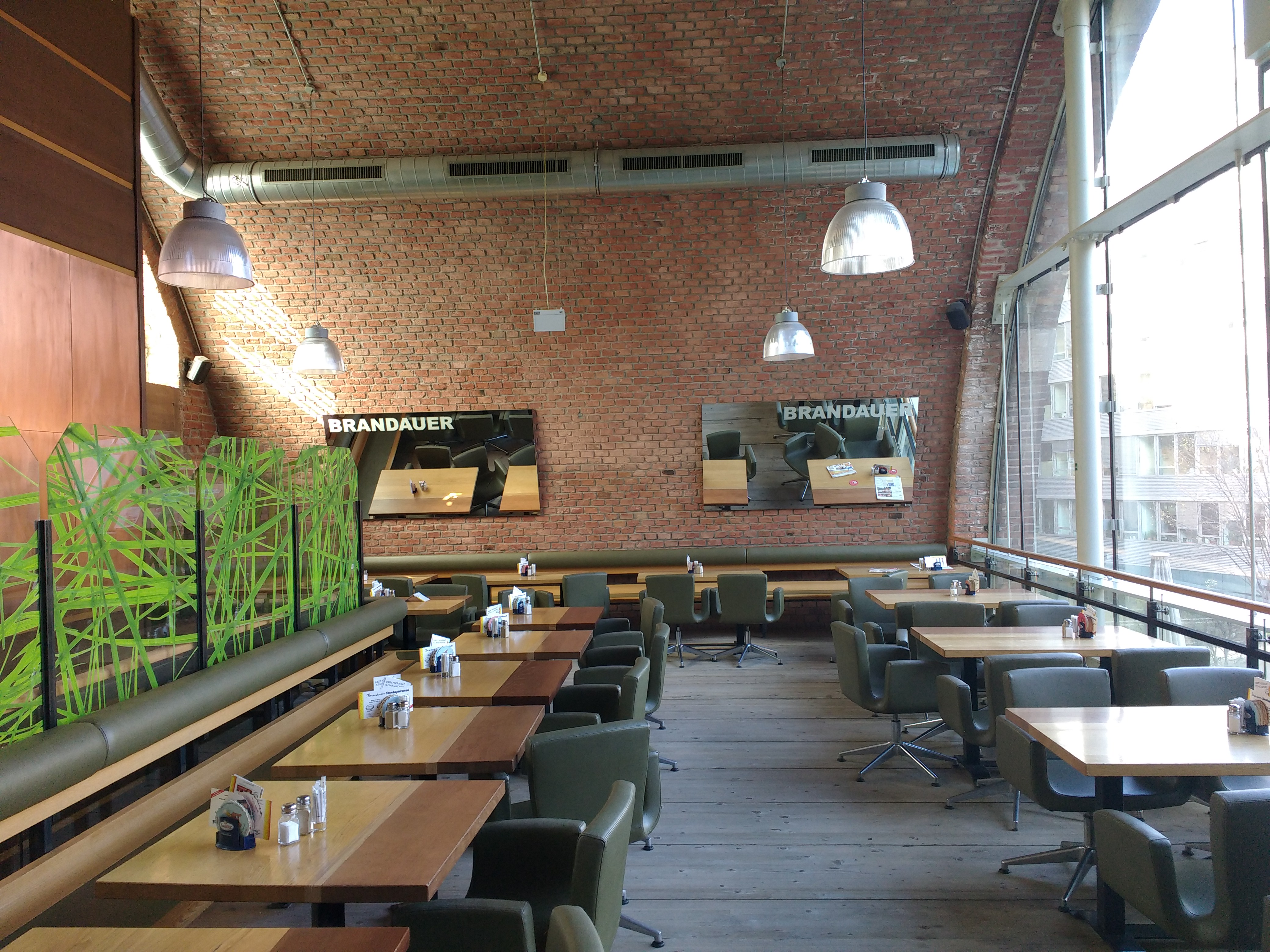
Restauracja Brandauers Bierbögen – widok wnętrza

## Literatura
- Alfred Horn, Wiener Stadtbahn. 90 Jahre Stadtbahn, 10 Jahre U-Bahn. Wien 1988,
- Alfred Horn, 75 Jahre Wiener Stadtbahn. Zwischen 30er Bock und Silberpfeil. Wien 1974,